# Antínous
|  | Per a altres significats, vegeu «Antínous (desambiguació)». |

Antínous o Antínou (del grec Ἀντίνους) (Bitínium-Claudòpolis, Bitínia, 27 de novembre entre el 110 i el 115 - riu Nil, prop de Besa, 30 d'octubre del 130) va ser un jove d'origen humil, favorit, amant i estimat per l'emperador romà Hadrià. Després de la seva mort prematura abans del seu vintè aniversari, Antinous va ser divinitzat per ordre d'Hadrià, sent adorat tant a l'Orient grec i l'Occident llatí, de vegades com un déu (grec antic: θεός: theós) i de vegades només com un heroi (grec antic: ἥρως: hḗrōs).
Se sap poc de la vida d'Antínous, si bé es cert que va néixer a Claudiopolis (actual Bolu, Turquia), a la província romana de Bitinia i Pont., prop d'una ciutat anomenat Mantineion, una localitat rural: Probablement va ser presentat a Hadrià l'any 123, abans de ser portat a Itàlia per rebre una educació superior. Cap al 128 ja s'havia convertit en el favorit d'Hadrià, acompanyant-lo a fer una gira per l'Imperi Romà com a part del seguici personal. Antínous va acompanyar Hadrià durant l'assistència als misteris d'Eleusis a Atenes, i estava amb ell quan va matar el lleó de Marous a Líbia. A l'octubre de 130, formant part d'una flotilla que recorria el Nil, Antínous va morir enmig de circumstàncies estranyes. S'han presentat diversos suggeriments sobre com va morir, que van des d'un ofegament accidental fins a un sacrifici humà o suïcidi intencionat.
Després de la seva mort, Hadrià va divinitzar Antínous i va fundar un culte organitzat dedicat a la seva divinitat que es va estendre per tot l'Imperi. Hadrià va fundar la ciutat d'Antinòupolis prop del lloc de la mort d'Antínous, que es va convertir en un centre de culte d'Osiris-Antinous. Hadrià també va fundar jocs en commemoració d'Antínous que van tenir lloc tant a Antinòpolis com a Atenes. Antínous es va convertir en un símbol dels somnis d'Hadrià sobre el panhel·lenisme. El culte d'Antínous va resultar ser un dels cultes de major durada i popularitat pel que fa als humans divinitzats de l'imperi romà, i es van fundar nous esdeveniments en el seu honor molt després de la mort d'Hadrià.
Antínous transcendeix la cultura contemporània occidental convertint-se en un símbol de l'homosexualitat masculina, amb la seva aparició en l'obra d'escriptors com Oscar Wilde i Fernando Pessoa o Marguerite Yourcenar o artistes com Rufus Wainwright.

## Biografia
La investigadora d'estudis clàssics Caroline Vout va assenyalar que la majoria dels textos que tracten sobre la biografia d'Antínous només tractaven d'ell breument i tenien una data post-adriànica, comentant així que "reconstruir una biografia detallada és impossible". L'historiador Thorsten Opper va assenyalar que "gairebé no se sap res de la vida d'Antínous, i el fet que les nostres fonts siguin més detallades com més tard són no inspira confiança". El biògraf d'Antinous, Royston Lambert, es va fer ressò d'aquesta visió, comentant que la informació sobre ell estava "sempre contaminada per la distància, de vegades per prejudicis i per les maneres alarmants i estranyes en què ens han estat transmeses les fonts principals".

### Naixement i edat
L'any del naixement d'Antínous no està registrat, encara que s'estima que probablement va ser entre el 110 i el 112 d.C. Les primeres fonts registren que el seu aniversari va ser al novembre, i encara que no se sap la data exacta, Lambert afirma que probablement va ser el 27 de novembre. Donada la ubicació del seu naixement i el seu aspecte físic, és probable que part de la seva ascendència no fos grega.
Molts historiadors del Renaixement en endavant van afirmar que Antínous havia estat un esclau, tot i que segueix sent poc probable, ja que hauria resultat molt controvertit divinitzar un antic esclau en la societat romana. No hi ha cap evidència fiable que confirmi els antecedents familiars d'Antínous, si bé Lambert creu que el més probable és que la seva família hagués tingut orígens rurals o propietaris de petites empreses, sense distingir-se socialment dels sectors més pobres de la societat. El mateix autor també considera probable que Antínous hagués rebut una educació bàsica quan era nen, ensenyat-lo a llegir i escriure.
La imatge comuna d'Antínous és d'un adolescent efeb que tindria 18 o 19 anys. RRR Smith suggereix que les estàtues d'Antínous el presenten a l'edat de la seva mort, i que probablement fos al voltant dels tretze a catorze anys, si bé les seves estàtues no el presenten com un noi d'aquesta edat que hauria de ser representat amb el pèl púbic complet.
La major part de les escultures el presenten com a prepúber "sense pèl púbic i amb un teixit de l'engonal suau acuradament representat", la qual cosa està en consonància amb la representació de l'estàtua d'Antínous de Delfos, descoberta en una cambra adjacent al temple d'Apol·lo. Cal tenir en compte que la major part dels artistes que van representar la figura d'Antínous no el van veure mai en vida i que es basaven en esbossos, alhora que pels gustos del moment es podria pensar que aquests cabells no eren atractius en una escultura que podria estar pintada.Aquesta reavaluació de l'edat d'Antínous posaria en dubte l'exactitud de la reconstrucció de la seva vida amb Hadrià.

### Nom
Existeixen diverses opcions que expliquen potencialment l'origen del nom "Antínous". En primer lloc és possible que rebés el nom del personatge d'un dels pretendents de Penèlope al poema èpic d'Homer, l'Odissea. Una altra possibilitat és que se li donés l'equivalent masculí d'Antinoë, una dona que va ser una de les figures fundadores de Mantinea, ciutat que probablement va tenir relacions estretes amb Bitínia.

### Relació amb Hadrià

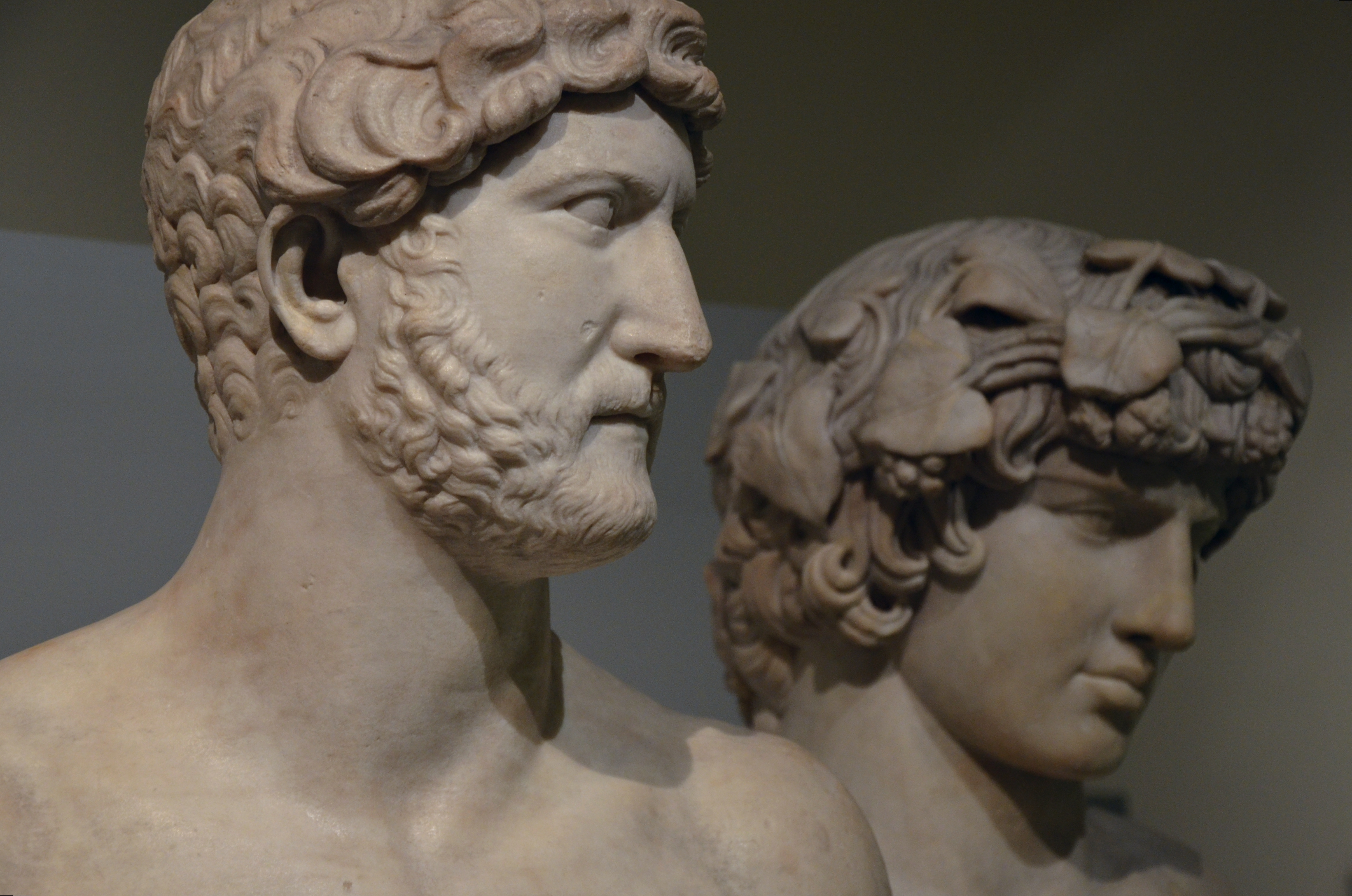
Busts del Museu Britànic amb l'Hadrià (esquerra) i Antinous (dreta), tots dos part de la col·lecció de Charles Townley.

L'emperador Hadrià va passar molt de temps durant el seu regnat recorrent el seu Imperi, i va arribar a Claudiòpolis el juny de 123, any en què probablement Antínous se li va presentar. Tenint en compte la personalitat d'Hadrià, Lambert suggereix que seria probable que Antínous hagués estat seleccionat per ser enviat a Itàlia, on hagués estat escolaritzat al pedagogium imperial del turó Celi. Mentrestant, Hadrià havia continuat recorrent l'Imperi, i tornaria a Itàlia el setembre de 125, quan es va instal·lar a la vil·la Adriana a Tivoli. Va ser en algun moment durant els tres anys següents que Antínous es va convertir en el seu favorit personal, ja que quan va marxar a Grècia tres anys més tard, va portar a Antínous amb ell al seu seguici personal.
Lambert descriu Antínous com l'única persona que semblaria haver connectat més profundament amb Hadrià al llarg del final de la vida d'aquest últim. El matrimoni d'Hadrià amb Sabina havia estat infeliç, i no hi ha proves fiables que hagués expressat una atracció sexual per les dones, en contrast amb proves inicials fiables que se sentia atret sexualment pels nois joves. Durant segles, les relacions sexuals entre un home i un noi havien estat socialment acceptables entre les classes nobles i ciutadanes de Grècia, amb un erastes de major edat, l'"amant", d'entre 20 i 40 anys, que mantenia una relació sexual i prenia un paper clau en l'educació d'un eromenos, o "estimat", d'entre 12 i 18 anys, No hi ha cap evidència històrica per confirmar a quina edat Antínous es va convertir en el favorit d'Hadrià. Tot i que la pederastia no era pròpia de la cultura romana, la bisexualitat va ser acceptada socialment en alguns dels esglaons superiors de la societat romana a principis del segle ii.
Se sap que Hadrià valorava la intel·ligència i aptituds d'Antinous, i que compartien l'afició per la caça, la qual cosa era vista com una pràctica viril en la cultura romana. Hadrià va escriure tant una autobiografia com una poesia eròtica sobre els seus fills preferits; per tant, és probable que escrigués sobre Antínous. Les primeres fonts són explícites que la relació entre Hadrià i Antínous era sexual. Però mentre van mantenir la seva relació, no hi ha proves que Antínous hagués utilitzat mai la seva influència sobre Hadrià per a beneficis personals o polítics.
El març de 127, Hadrià va viatjar per la zona dels sabins d'Itàlia, Picè i Campània, probablement acompanyat d'Antínous. Del 127 al 129 l'emperador va patir una malaltia que els metges no van poder explicar. L'abril del 128 va col·locar la primera pedra del Temple de Venus i Roma a la capital romana, durant un ritual on podria haver estat acompanyat per Antínous. A partir d'aquí, Hadrià va fer una gira pel nord d'Àfrica, durant la qual va gaudir de la companyia d'Antínous. A finals de l'any 128 Hadrià i Antínous van desembarcar a Corint, continuant cap a Atenes, on van romandre fins al maig de 129, acompanyats per Sabina, els germans Caeserii i Pedani Fusc el Jove. Allí, el setembre de 128 que van assistir a les celebracions anuals dels Misteris d'Eleusis, on Hadrià va ser iniciat en la posició d'epoptes al Telesterion, i es considera que Antínous també es va iniciar en aquell moment, tot i que sense proves.

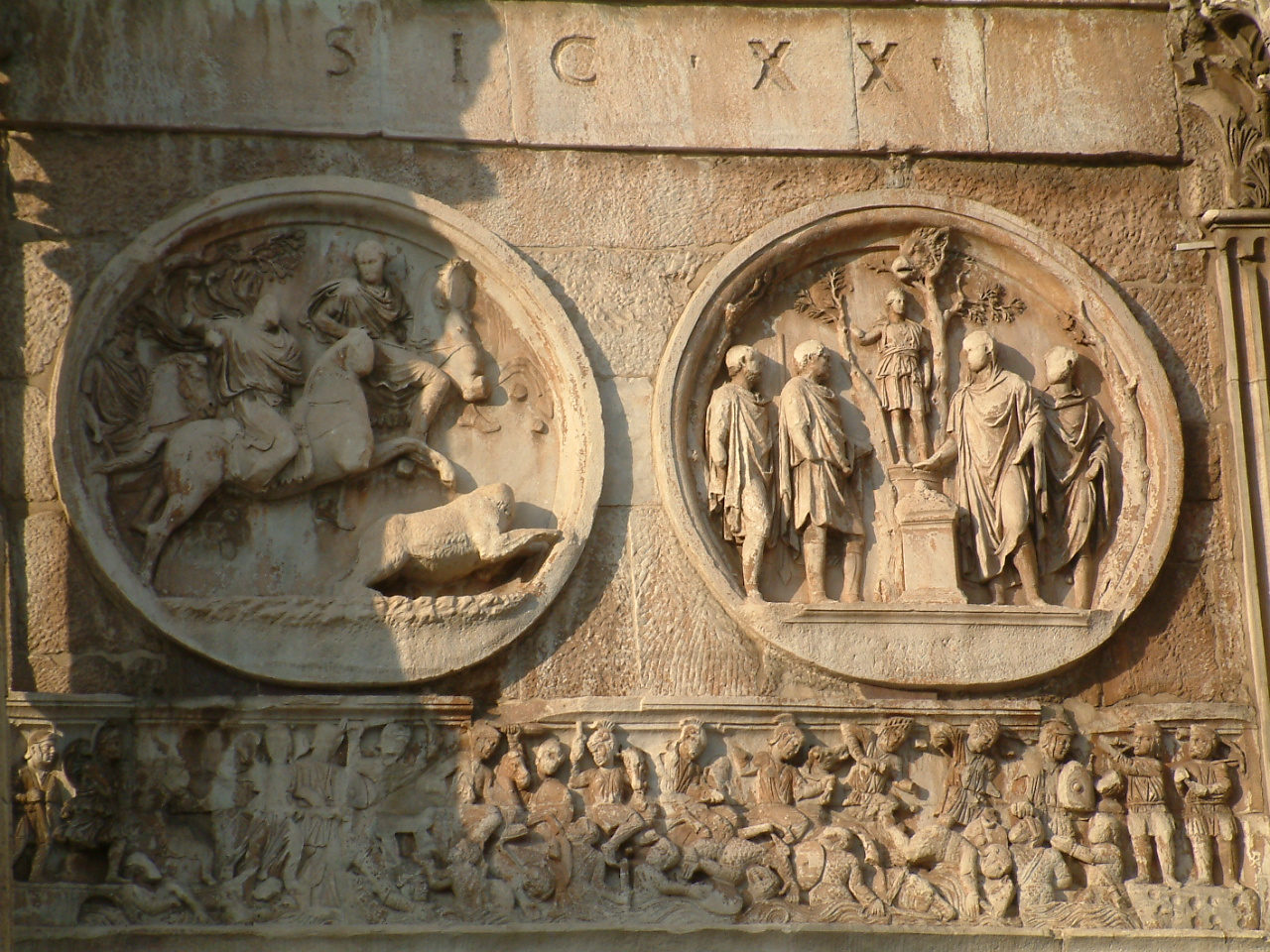
El tondo de l'esquerra representa la caça del lleó d'Hadrià, acompanyat d'Antínous, a l'Arc de Constantí a Roma.

Des d'allà es van dirigir cap a Àsia Menor, establint-se a Antioquia el juny de 129, on hi van romandre durant un any, visitant Síria, Aràbia i Judea. A partir d'aquí, Hadrià es va fer cada cop més crític amb la cultura jueva, que temia la seva oposició a la romanització, afavorint polítiques que prohibien la circumcisió i la construcció d'un temple de Zeus-Júpiter al Mont del Temple del Segon Temple Jueu. Des d'allà es van dirigir cap a Egipte. En arribar a Alexandria, l'agost de 130, van visitar el sarcòfag d'Alexandre el Gran. Encara que acollits amb elogis i cerimonials públics, alguns dels nomenaments i decisions d'Hadrià van fer enfadar l'elit social hel·lènica de la ciutat, que va començar a xafardejar sobre les seves activitats sexuals, incloses les d'Antínous.
Poc després, i probablement el setembre de 130, Hadrià i Antínous van viatjar cap a l'oest fins a Líbia, on havien sentit parlar d'un lleó a Marousi que causava problemes a la població local. Van caçar el lleó, i encara que els esdeveniments exactes no estan clars, està confirmat que Hadrià va salvar la vida d'Antínous durant el seu enfrontament amb la bèstia, abans que fos morta. Hadrià va donar a conèixer àmpliament l'esdeveniment, distribuint medallons de bronze, i fent que els historiadors escrivissin sobre el fet. Es va encarregar a Pàncrates quen' escrigués un poema i es va crear un tondo que representava l'acció i que més tard es col·locaria a l'Arc de Constantí. En aquest tondo quedava clar que Antinous ja no era un jove, havent-se tornat més musculós i pelut i, per tant, és probable que la seva relació amb Hadrià estigués conseqüentment evolucionant.
La controvèrsia al voltant de la relació entre Hadrià i Antínous es deu a la manca d'evidències existents sobre on es trobava Antínous durant els anys 123-130 dC. Lambert exposa la manca de fonts fiables per determinar la veritable naturalesa dels dos personatges. La primera menció d'Antínous és de Pàncrates i el seu poema de la caça del lleó de l'any 130 d.C. L'evidència contundent disponible és l'obelisc de Pincià. Al costat oest del relleu hi ha una frase mutilada que diu “va créixer per ser un jove bonic”. Això suggeriria que Antínous ja era un efeb i que es va establir a casa seva a Bitínia quan va conèixer Hadrià. Molts investigadors creuen amb l'evidència circumstancial que la relació d'Hadrià i Antínous va durar aproximadament tres anys des de l'any 127 aC fins a l'octubre de 130 dC, quan Antínous es va ofegar al Nil. La conclusió és que hi ha poca documentació sobre la relació real d'Hadrià i Antínous.

### Mort

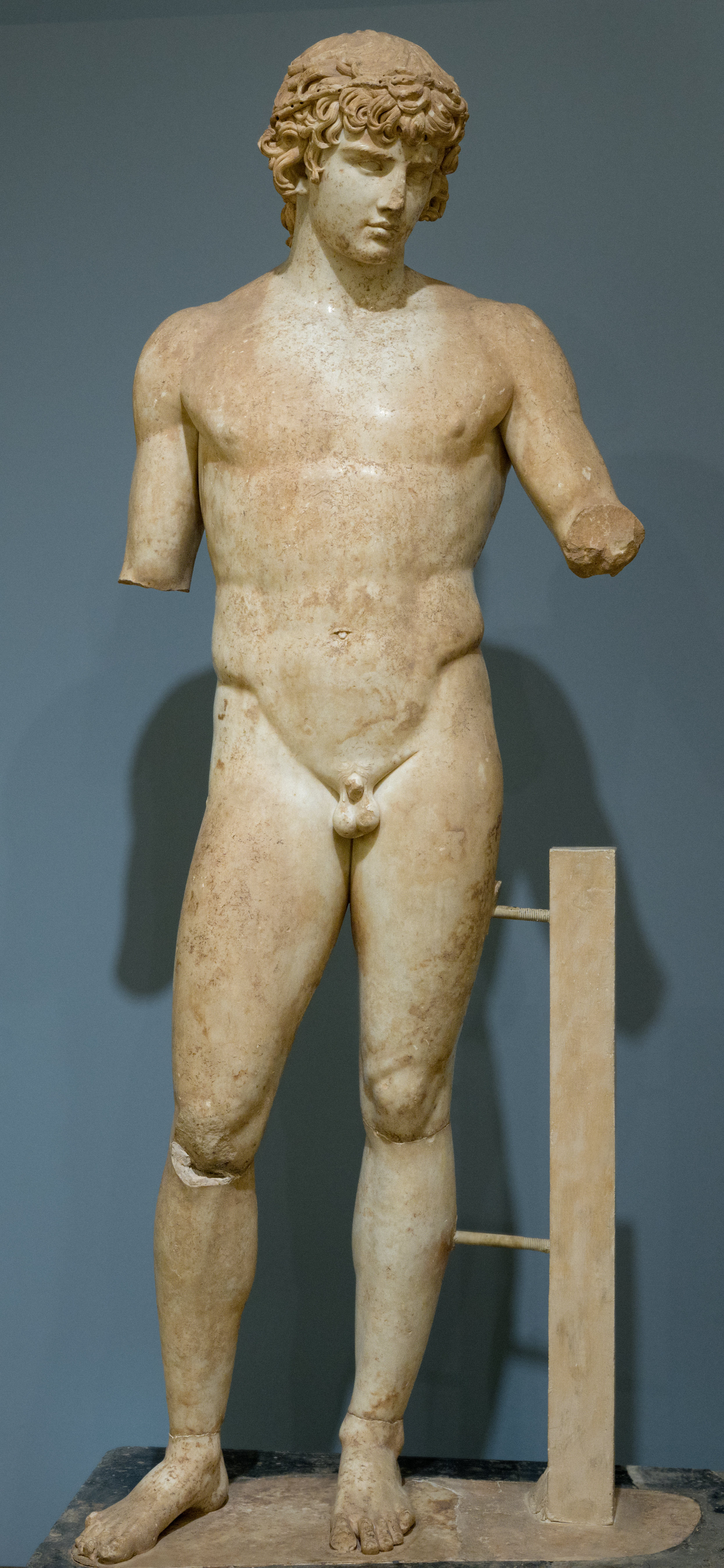
Estàtua d'Antinoo (Delfos), marbre de Paros policrom, realitzada durant el regnat d'Hadrià (r. 117–138 dC)

Entre finals de setembre i principis d'octubre de 130, Hadrià i el seu seguici, entre els quals hi havia Antínous, es van reunir a Heliòpolis per navegar riu amunt com a part d'una flota al llarg del Nil. La comitiva incloïa oficials, el prefecte, comandants de l'exèrcit i marina, així com personalitats literàries i erudites. Possiblement també s'hi va afegir Luci Eli Cèsar, un jove aristòcrata a qui Antínous podria haver considerat un rival dels afectes d'Hadrià. En el seu viatge pel riu, es van aturar a Hermòpolis Magna, el santuari principal del déu Thot. Poc després d'això, a l'octubre de 130, al voltant de la festa d'Osiris, Antínous va caure al riu i va morir, probablement per ofegament. Hadrià va anunciar públicament la seva mort, i aviat es van estendre rumors per tot l'Imperi que Antínous havia estat intencionadament assassinat. La naturalesa de la mort d'Antínous continua sent un misteri fins als nostres dies, i és possible que el mateix Hadrià no ho sabés mai. Tanmateix, s'han plantejat diverses hipòtesis.
- Una possibilitat és que va ser assassinat per una conspiració a la cort. Lambert afirma, però, que això era poc probable perquè no tenia cap evidència històrica de suport, i perquè el mateix Antínous semblava exercir poca influència sobre Hadrià, la qual cosa significava que un assassinat no servia de res.[42]
- Una segona opció seria que Antínous havia mort durant una castració voluntària com a part d'un intent de conservar la seva joventut i, per tant, el seu atractiu sexual a Hadrià. Tanmateix, això és improbable perquè Hadrià considerava que tant la castració com la circumcisió eren abominacions i, com que Antínous tenia entre 18 i 20 anys en el moment de la mort, qualsevol operació d'aquest tipus hauria estat ineficaç.[43]
- Una tercera alternativa és que la mort fos accidental, potser per la intoxicació d'Antínous. No obstant això, en les proves supervivents, Hadrià no descriu la mort com un accident. A Lambert li fa pensar que això es sospitós.[44]
- Una quarta i darrera possibilitat és que Antínous es presentés a un sacrifici humà voluntari. Les primeres proves supervivents d'aquest fet provenen dels escrits de Cassi Dió,[45] vuitanta anys després de l'esdeveniment, tot i que després es va repetir en moltes fonts posteriors. En el segle II, a l'Imperi Romà hi havia la creença molt estesa que la mort d'una persona podria rejovenir la salut d'una altra que estigués malalta com ho estava Hadrià. En aquest escenari, Antínous podria haver-se sacrificat en la creença que Hadrià es recuperaria.[46] Si aquesta última situació fos certa, Hadrià podria no haver revelat la causa de la mort d'Antínous perquè no volia semblar feble ni físicament ni políticament. Ara bé, aquesta possibilitat no entraria dins dels paràmetres de l'emperador Hadrià, que no considerava el sacrifici humà com una bona pràctica, i havia reforçat les lleis contra el mateix a l'Imperi.[46]

## Divinització i culte d'Antínous

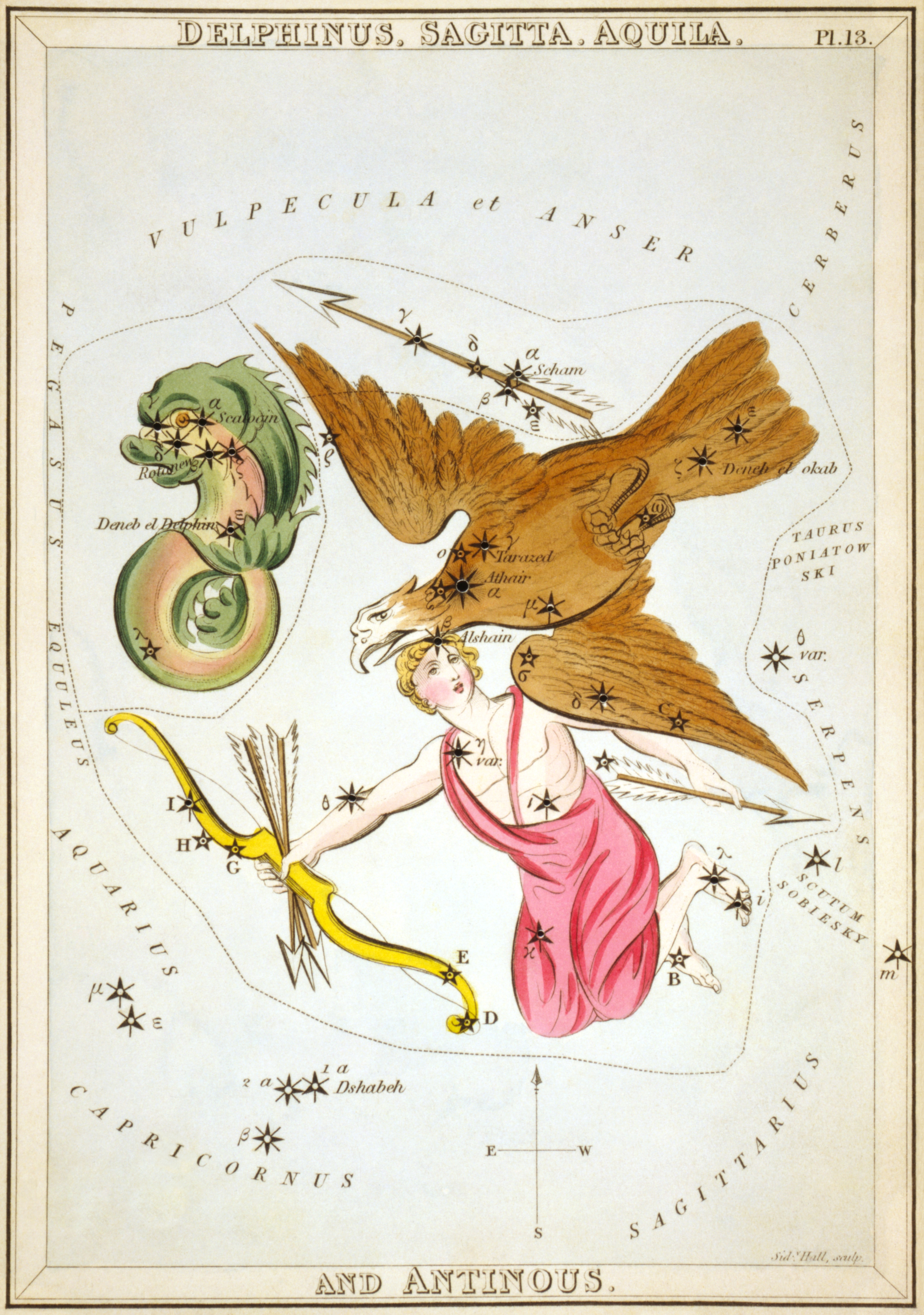
La constel·lació d'Antínous va romandre a les cartes estel·lars durant segles, i només va desaparèixer definitivament quan les constel·lacions van ser formalitzades per la Unió Astronòmica Internacional el 1930.

Hadrià va sentir fortament la mort d'Antínous, i experimentà possiblement remordiments. A Egipte, els sacerdots locals van divinitzar immediatament Antínous identificant-lo amb Osiris a causa de la forma de la seva mort. Segons els costums egipcis, el cos d'Antínous va ser probablement embalsamat i momificat pels sacerdots, un procés llarg que podria explicar per què Hadrià va romandre a Egipte fins a la primavera de 131. A l'octubre de 130 Hadrià va proclamar que Antínous era una deïtat, i va anunciar que s'havia de construir una ciutat en commemoració seva al lloc de la seva mort, que s'anomenaria Antinòupolis. La divinització dels éssers humans no era estranya en el món clàssic. Tanmateix, la divinització pública i formal dels humans estava reservada a l'emperador i als membres de la família imperial. Per tant, la decisió d'Hadrià de declarar Antinous un déu i crear un culte formal dedicat a ell va ser força inusual, i no es va concretar sense el permís del Senat. Encara que el culte d'Antínous tenia, doncs, connexions amb el culte imperial, va romandre separat i diferenciat. Hadrià també va identificar que una estrella al cel entre l'Àguila i el Zodíac seria Antínous, i va arribar a associar el lotus rosat que creixia a la vora del Nil com la flor d'Antínous.

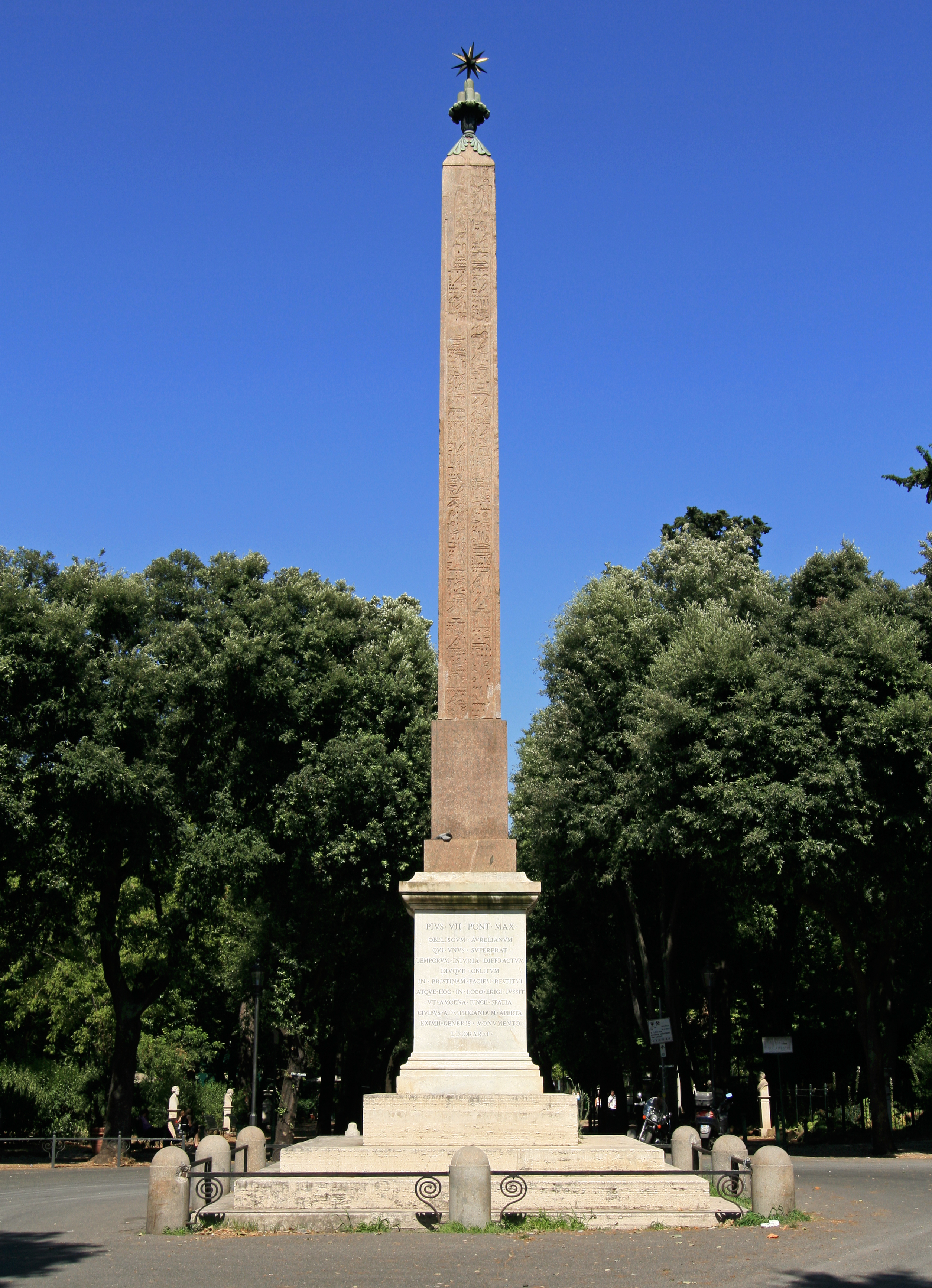
L'Obelisc Antínous al turó del Pincià de Roma.

Es desconeix exactament on va ser enterrat el cos d'Antínous. Es considera que les seves despulles o algunes relíquies associades haurien estat enterrades en un santuari a Antinòpolis, encara que no s'ha identificat arqueològicament. Amb tot, un obelisc supervivent conté una inscripció que suggereix fortament que el cos d'Antínous va ser enterrat a la finca d'Hadrià, Vila Adriana a Tibur a Itàlia.

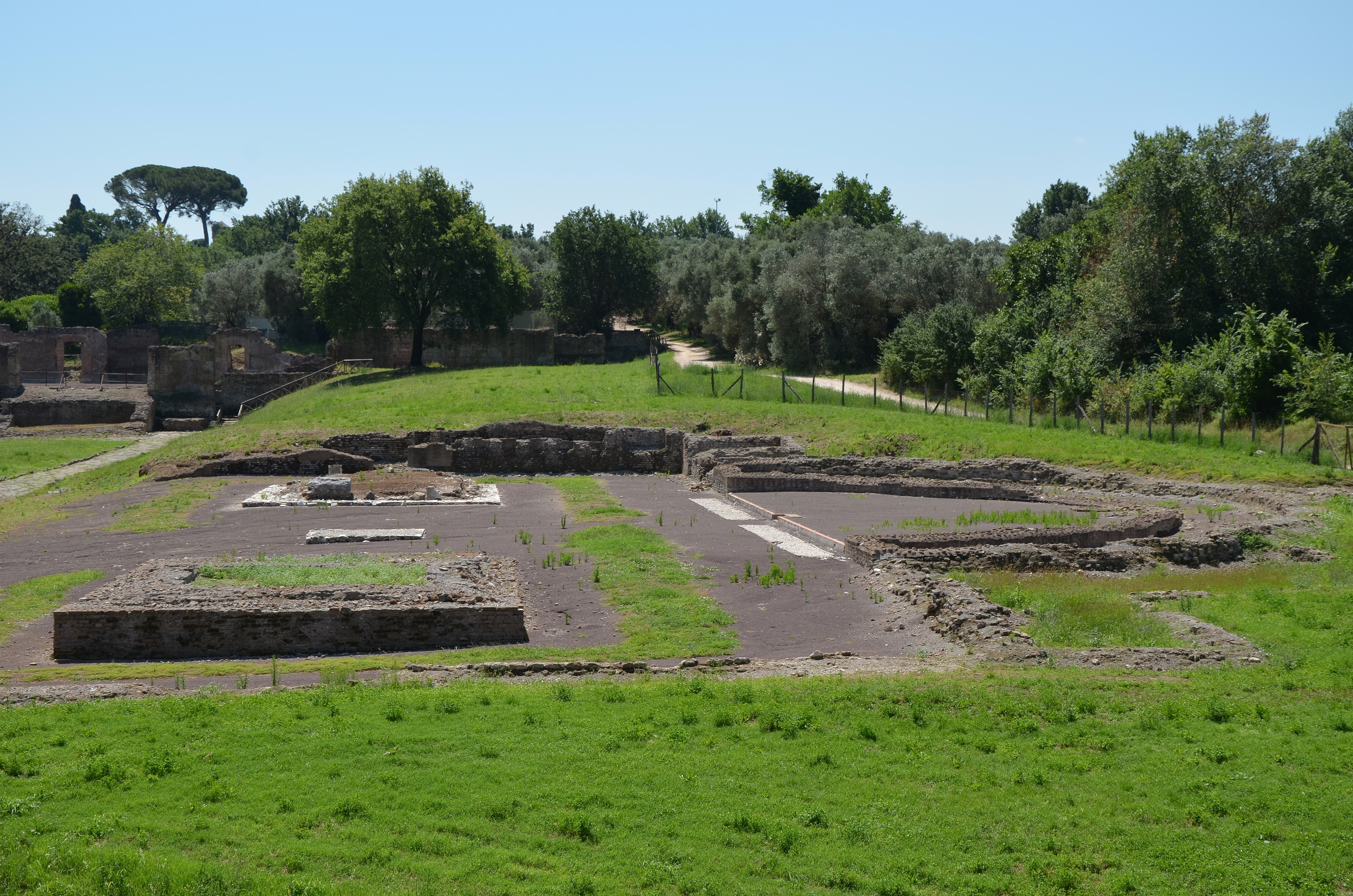
Les restes de l'Antinoeion a la Vila d'Hadrià.

Existeixen dubtes raonables sobre si Hadrià creia que Antínous s'havia de convertir en un déu. Però també hauria tingut motius polítics per crear el culte organitzat, ja que li consagrava específicament lleialtats polítiques i personals. A l'octubre de 131 es va dirigir a Atenes, on des de 131/32 va fundar el Panhelenion, en un intent de nodrir la consciència de la identitat grega, erosionar el feu endèmic de les ciutats-estat gregues i promoure el culte dels deus a les antigues ciutats. Com a grec, Antínous, podria ajudar la causa de l'Imperi, presentant un símbol de la unitat panhel·lènica. A Atenes, Hadrià també va establir un festival que se celebraria en honor d'Antínous a l'octubre, l'Antinoea.
Antínous va ser entès de manera diferent pels seus diversos adoradors, en part a causa de les especificitats regionals i culturals. En algunes inscripcions s'identifica com un heroi diví, en altres com un déu i en altres com un heroi diví i un déu. A Egipte, sovint s'entenia com un dèmon. Les inscripcions indiquen que Antínous era vist principalment com una deïtat benèvola, que es podia convertir per ajudar els seus adoradors i curar-los malalties. També era vist com un conqueridor de la mort, amb el seu nom i imatge sovint incorporats als taüts.

### Antinòpolis
La ciutat d'Antinòpolis es va erigir al lloc de Hir-we, actual Sheikh-'Ibada, prop de la ciutat de Besa i davant de Hermopolis Magna, connectada a Berenice Troglodytica per la Via Hadriana. Tots els edificis anteriors van ser arrasats i substituïts, a excepció del temple de Ramsès II. Hadrià també va tenir motius polítics per a la creació d'Antinòpolis, que havia de ser la primera ciutat hel·lènica de la regió del Nil Mitjà, servint així com un bastió de la cultura grega dins la geografia egípcia. Per animar els egipcis a integrar-se amb aquesta cultura grega importada, va permetre que els grecs i egipcis de la ciutat es casessin i que la deïtat principal de Hir-we, Bes, continués sent adorada a Antinòpolis juntament amb la nova deïtat primària, Osiris-Antinous. També va animar els grecs d'altres llocs a establir-se a la nova ciutat, utilitzant diversos incentius per fer-ho. La ciutat va ser dissenyada sobre una pla hipodàmic, típic de les ciutats hel·lèniques, i embellida amb columnes i moltes estàtues d'Antínous, així com un temple dedicat a la nova divinitat.

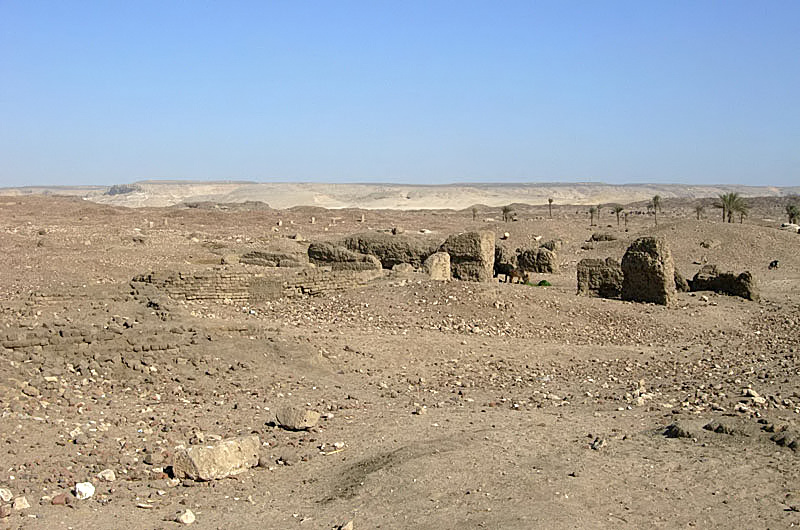
El lloc d'Antinoópolis a Egipte.

Hadrià va proclamar que uns jocs se celebrarien a la ciutat a la primavera de 131 en commemoració d'Antínous. Coneguts com a Antinoeia, es celebrarien anualment en almenys nou ciutats, i van incloure components tant atlètics com artístics durant diversos segles. Els jocs de Bythinia, Antinòpolis i Mantineia encara estaven actius a principis del segle iii, mentre que els d'Atenes i Eleusis van romandre en funcionament el 266-67. Els esdeveniments incloïen competicions atlètiques, carreres de carruatges i eqüestres, i festivals artístics i musicals, amb premis que inclouen ciutadania, diners, i manteniment gratuït durant tota la vida.
Antinòpolis va continuar creixent amb l'Imperi Romà d'Orient, essent cristianitzat amb la conversió al cristianisme, però va mantenir una associació amb la màgia durant els segles posteriors. Al llarg dels segles, la pedra de la ciutat adriànica es va retirar per a la construcció d'habitatges i mesquites. Al segle xviii, les ruïnes d'Antinòpolis encara eren visibles, sent registrades per viatgers europeus com el missioner jesuïta Claude Sicard el 1715 i Edme-François Jomard, l'agrimensor cap al 1800. Tanmateix, al segle xix, Antinòpolis. va ser gairebé completament destruït per la producció industrial local, ja que el guix i la pedra calcària es van cremar com a pols mentre que la pedra es va utilitzar en la construcció d'una presa i una fàbrica de sucre properes.

### Extensió del culte

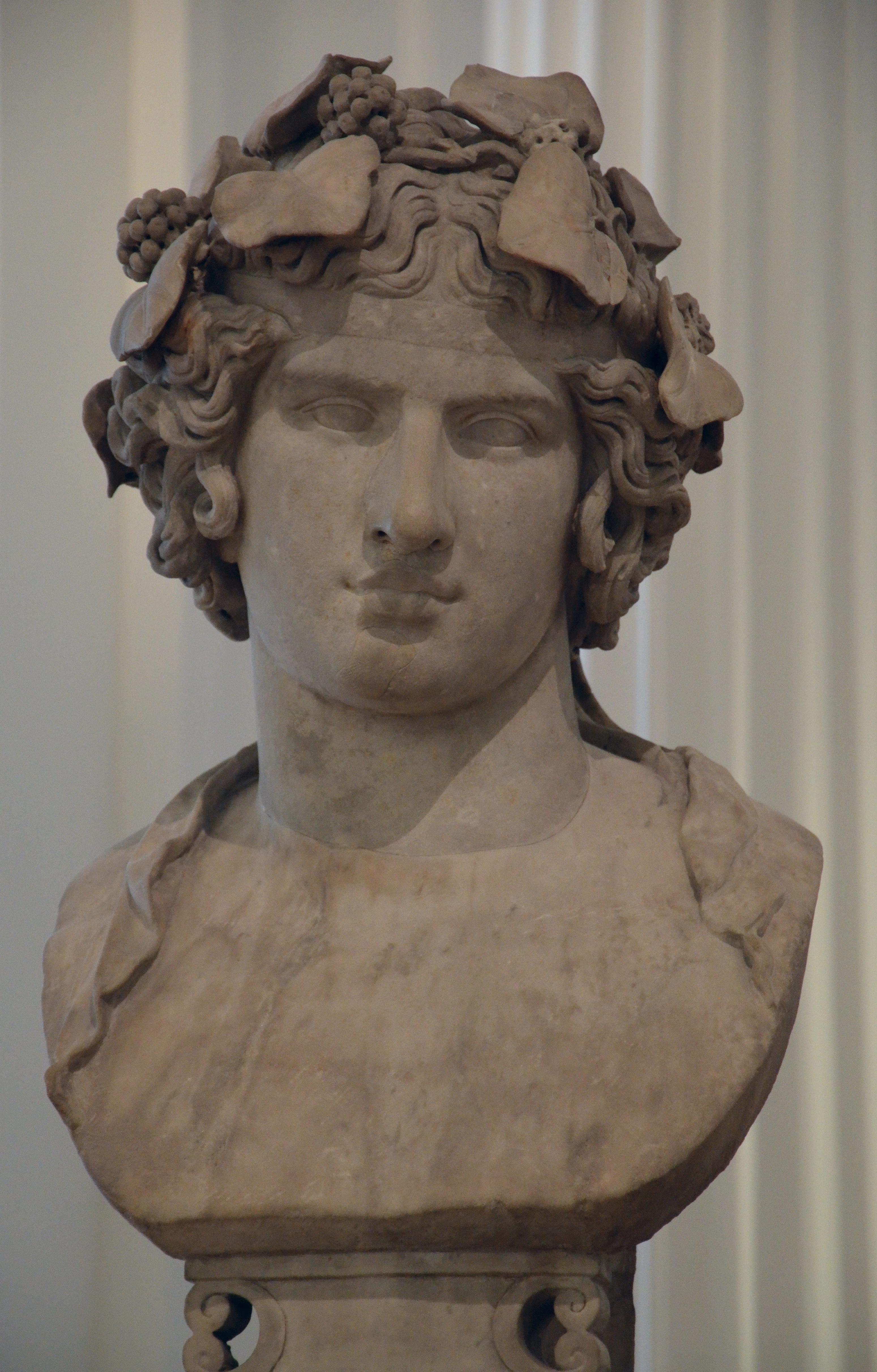
L' "Antinous de Lansdowne" va ser trobat a la Vila d'Hadrià el 1769 (Fitzwilliam Museum, Cambridge).

Hadrià desitjava difondre el culte d'Antínous per tot l'Imperi Romà. Es va centrar en la seva difusió a les terres gregues, i l'estiu de 131 va viatjar per aquestes zones promocionant i presentant Antínous d'una forma sincretitzada amb la deïtat més familiar Hermes. En una visita a Trebisonda l'any 131 va proclamar la fundació d'un temple dedicat a Hermes, on probablement la deïtat era venerada com Hermes-Antínous. Encara que Hadrià preferia associar Antínous amb Hermes, va estar molt més àmpliament sincretitzat amb el déu Dionís a tot l'Imperi. El culte també es va estendre per Egipte, i als pocs anys de la seva fundació s'havien erigit altars i temples al déu a Hermòpolis, Alexandria, Oxirrinc, Assiut, Licòpolis i Luxor.
El culte d'Antínous mai va ser tan gran com el de divinitats ben establertes com Zeus, Dionís, Demèter o Asclepi, ni tan sols tan gran com el de cultes que estaven creixent en popularitat en aquella època, com Isis o Serapis, i va ser també més petit que el culte imperial oficial del mateix Hadrià. Tanmateix, es va estendre ràpidament per tot l'Imperi, amb mostres del culte trobades en almenys 70 ciutats. El culte era més popular a Egipte, Grècia, Àsia Menor i la costa nord-africana, però també existia una gran comunitat de fidels a Itàlia, Hispània i el nord-oest d'Europa. S'han trobat artefactes en honor d'Antínous en una zona que s'estén des de Gran Bretanya fins al Danubi.
Tot i que l'adopció del culte d'Antínous es va fer en alguns casos per complaure Hadrià, l'evidència deixa clar que el culte també era genuïnament popular entre les diferents classes socials de l'Imperi, i les troballes arqueològiques assenyalen que Antínous era adorat en entorns públics i privats. A Egipte, Atenes, Macedònia i Itàlia, els nens portarien el nom de la deïtat.
Part del seu atractiu era que Antínous havia estat un humà i, per tant, era més proper que moltes altres divinitats. També és possible, però, que el seu culte prengués el poder dels paral·lelismes entre Antínous i els joves i bells immortals masculins del panteó greco-romà com Apol·lo, Dionís i Silvano, així com joves mortals estimats pels déus de la mitologia clàssica com Ganímedes, Hilas, Jacint i Narcís,;o que les imatges de la joventut sensual convidaven a un vincle eròtic imaginari entre ell i els seus adoradors. Aquestes característiques també eren comunes als cultes d'Atis, Endimió i Adonis.A l'igual que aquest últim, Antínous va ser tractat com un déu associat a la ressurrecció no només a Egipte, sinó a Roma i Grècia. L'Obelisc d'Antínous a Roma descriu l'honor i, "Osirantinous" com "el Renascut" i "l'Etern".

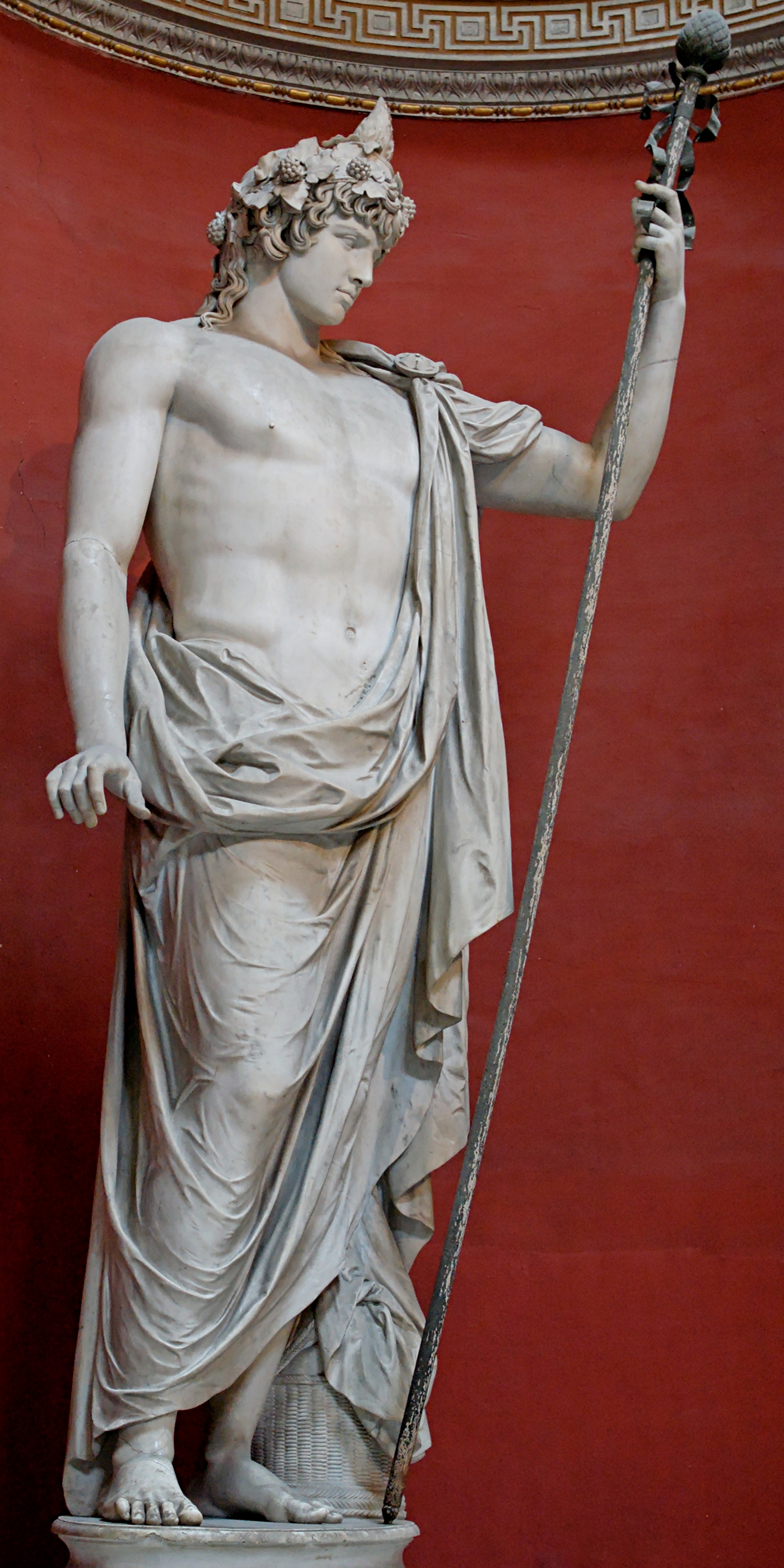
Antinous (Museu Pio-Clementino)

Es van construir almenys 28 temples per al culte d'Antínous a tot l'Imperi. Encara que la majoria tenien un disseny força modest; els de Tars, Filadèlfia (El Faium) i Lanúvium constaven d'un pòrtic de quatre columnes. Amb tot, és probable que aquells en què Hadrià va participar directament, com a Antinòpolis, Bithinia i Mantineria, fossin més grans, mentre que en la majoria dels casos, els santuaris o els altars d'Antínous s'haurien erigit dins o prop de temples del culte imperial, de Dionís o Hermes preexistents. Els adoradors haurien ofert exvots a la divinitat en aquests altars. Hi ha proves sobre l'oferiment de regals, menjar i beguda a Egipte, amb libacions i sacrificis probablement habituals a Grècia. Els sacerdots devots d'Antínous haurien supervisat aquest culte, amb els noms d'alguns d'aquests individus que havien sobreviscut a les inscripcions. Hi ha proves de la presència d'oracles en diversos temples antinoics.
Les escultures d'Antínous es van estendre amb Hadrià a partir de l'aprovació d'un model bàsic de semblança d'Antínous que s'oferia a altres escultors. Aquestes escultures es van produir en grans quantitats entre el 130 i el 138, amb una estimació al voltant de 2000 unitats, de les quals almenys 115 han sobreviscut. Se n'han trobat 44 a Itàlia, la meitat de les quals a la Vil·la Adriana, mentre que 12 s'han trobat a Grècia i Àsia Menor, i 6 a Egipte. Més de 31 ciutats de l'Imperi, la majoria a Grècia i Àsia Menor, van emetre monedes que representaven Antínous, principalment entre els anys 134 i 135. Moltes van ser dissenyades per ser utilitzades com a medallons en lloc de moneda, alguns d'ells van ser fets deliberadament amb un forat perquè poguessin penjar-se del coll i utilitzar-los com a talismans. La major part de la producció d'artefactes basats en Antínous va cessar després de la dècada de 130, encara que aquests articles van continuar sent utilitzats pels seguidors del culte durant diversos segles. La supervivència del seu culte va descansar en gran part a l'Imperi Romà d'Orient, on la seva acceptació al panteó dels déus va ser millor rebuda.

### Condemna i decadència
El culte d'Antínous va ser criticat per personatges tant pagans com cristians. Entre els crítics trobem seguidors d'altres cultes pagans, com Pausànies, Llucià i l'emperador Julià, tots escèptics sobre l'apoteosi d'Antínous, així com els Oracles sibil·lins, que eren crítics amb Hadrià en general. El filòsof pagà Cels també la va criticar pel que va percebre com la naturalesa disbauxada dels seus devots egipcis, argumentant que portava la gent a un comportament immoral, en comparació amb el cristianisme. Els exemples supervivents de la condemna cristiana dels cultes d'Antínous provenien de figures com Tertul·lià, Orígenes, Jeroni i Epifani. Considerant la religió com un rival blasfem del cristianisme, van insistir que Antínous simplement havia estat un ésser humà mortal, i van condemnar les seves activitats sexuals amb Hadrià com a immorals. Associant el seu culte a la màgia negra, van argumentar que Hadrià havia imposat el seu culte a través de la por.
Durant les lluites entre cristians i pagans a Roma durant el segle iv, Antínous va ser defensat pel col·lectiu pagà. Com a resultat d'això, el poeta cristià Prudenci va denunciar el seu culte l'any 384, mentre que es van emetre un conjunt de set contorniats (medallons) que representaven Antínous, basats en els dissenys dels emesos a la dècada del 130. Moltes escultures d'Antínous van ser destruïdes pels cristians, així com per les tribus bàrbares invasores, encara que en alguns casos es van tornar a erigir. L'estàtua d'Antínous a Delfos havia estat enderrocada i se li van trencar els avantbraços, abans de tornar a erigir-se en una capella en un altre lloc. Moltes de les imatges d'Antínous van romandre en llocs públics fins a la prohibició oficial de les religions paganes sota el regnat de l'emperador Teodosi l'any 391.
Alguns grups neopagans contemporanis han resacralitzat Antínous. Aquest modern culte a Antínous atrau principalment el politeisme modern LGBT.

## Escultures romanes
Hadrià va recórrer als escultors grecs per perpetuar la bellesa malenconiosa, tímida i sensual del seu amant Antínous, creant en el procés el que s'ha descrit com "l'última creació independent de l'art greco-romà"., i un dels monuments més elevats d'ideal a l'amor pederàstic de tot el món antic, Tradicionalment s'assumeix que totes les escultures van ser produïdes entre la mort d'Antínous el 130 i la d'Hadrià el 138, amb el qüestionable motiu que ningú més estaria interessat a encarregar-los. Es considera que els models oficials es van enviar als tallers provincials de tot l'imperi per ser copiats, amb variacions locals permeses. Moltes d'aquestes escultures "comparteixen trets distintius – un pit ample i inflat, un cap de rínxols embolcallats, una mirada baixa – que permeten reconèixer-los a l'instant".
S'han conservat prop d'un centenar d'estàtues d'Antínous fins a l'actualitat, com a mínim, un fet notable, ja que el seu culte va ser objectiu d'una intensa hostilitat per part dels apologistes del cristianisme, els seguidors dels quals van vandalitzar i destruir artefactes i temples construïts en honor de la joventut. L'any 2005, la investigadora Caroline Vout va poder notar que s'han identificat més imatges d'Antínous que de qualsevol altra figura de l'antiguitat clàssica amb l'excepció d'August i Hadrià. També va afirmar que l'estudi clàssic d'aquestes imatges d'Antínous era particularment important a causa de la seva "rara barreja" de "misteri biogràfic i presència física aclaparadora".
També hi ha estàtues en molts museus arqueològics de Grècia, com ara el Museu Arqueològic Nacional d'Atenes, els museus arqueològics de Patras, Calcis i Delfos. Tot i que poden ser imatges idealitzades, demostren el que tots els escriptors contemporanis descriuen com l'extraordinària bellesa d'Antínous. Algunes de les escultures ofereixen una variació significativa pel que fa a la flexibilitat i la sensualitat de la postura, i els trets enfront de la típica rigidesa i la masculinitat. L'any 1998 es van descobrir restes monumentals a la Vil·la Adriana que els arqueòlegs afirmaven que eren de la tomba d'Antínous, o un temple a la seva persona. Això s'ha posat en dubte tant per la naturalesa poc concloent de les restes arqueològiques com pel desconeixement de fonts patrístiques (Epifani, Climent d'Alexandria) indicant que Antínous va ser enterrat al seu temple d'Antinòpolis, la ciutat egípcia fundada en el seu honor.

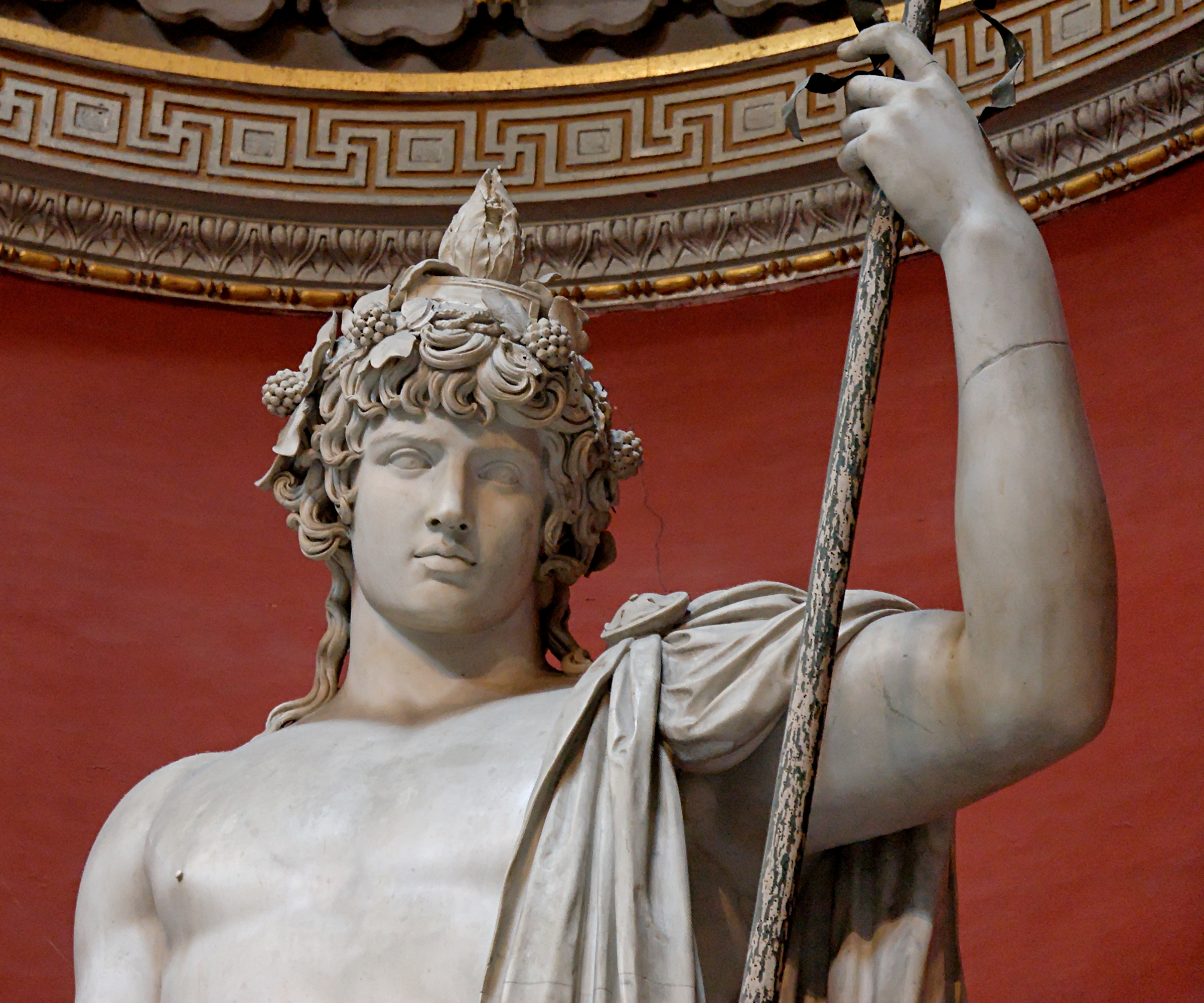
Antínous Dionís-Osiris,o Pio Clementino - Museus Vaticans
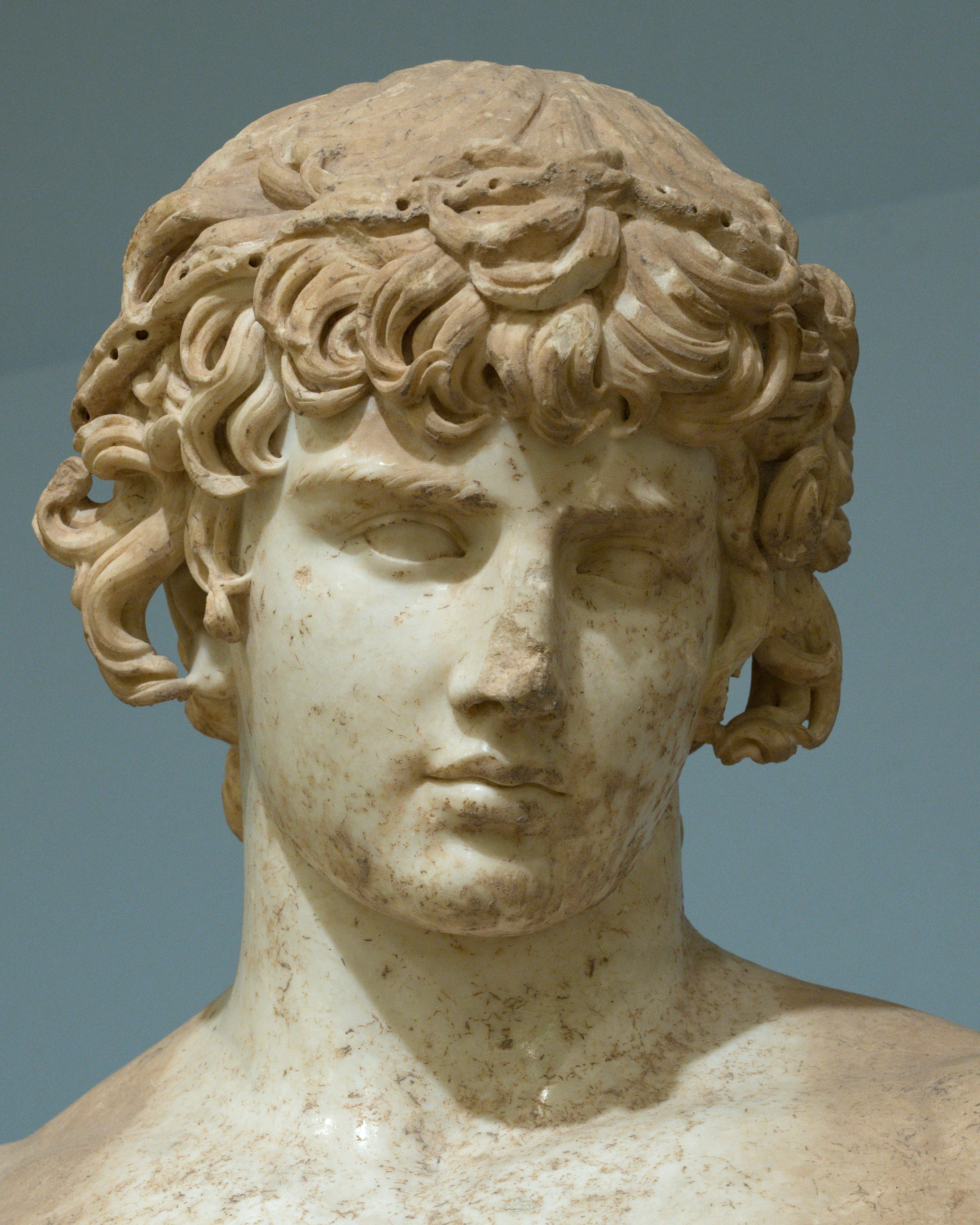
Antínous de Delfos - Museu Arqueològic de Delfos
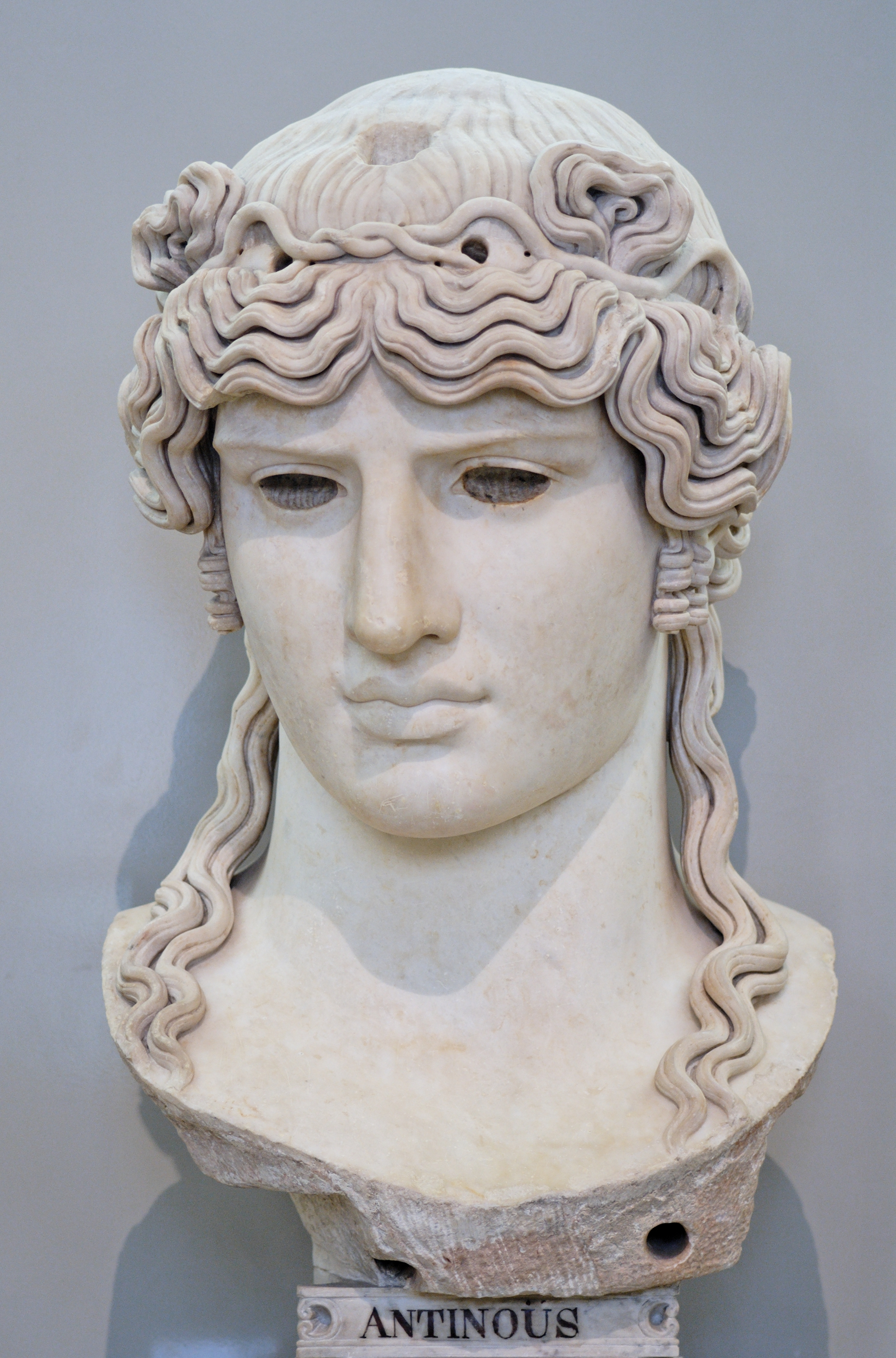
Antínous Mondragone - Museu del Louvre
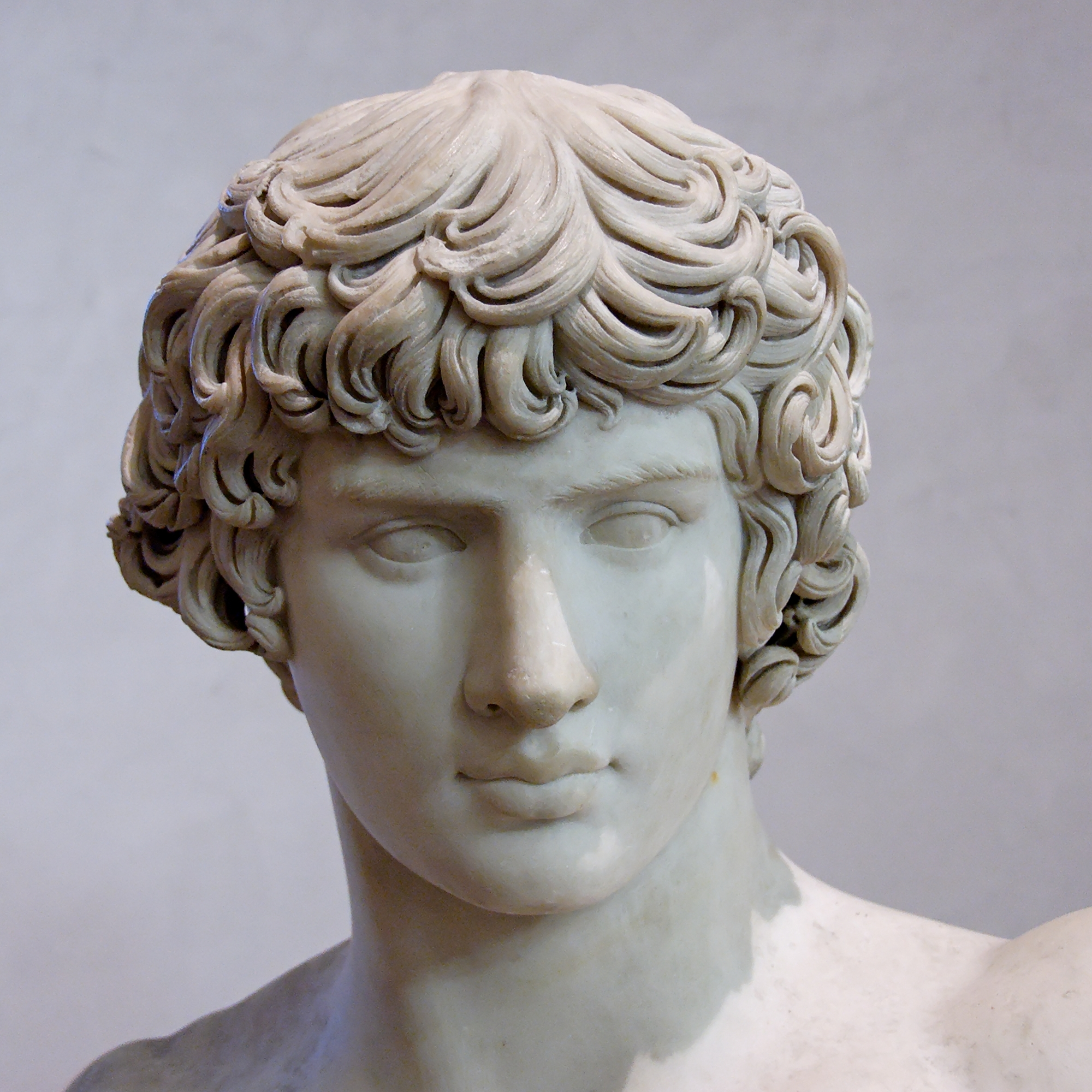
Antínous Ecouen, de Villa Adriana a Tivoli
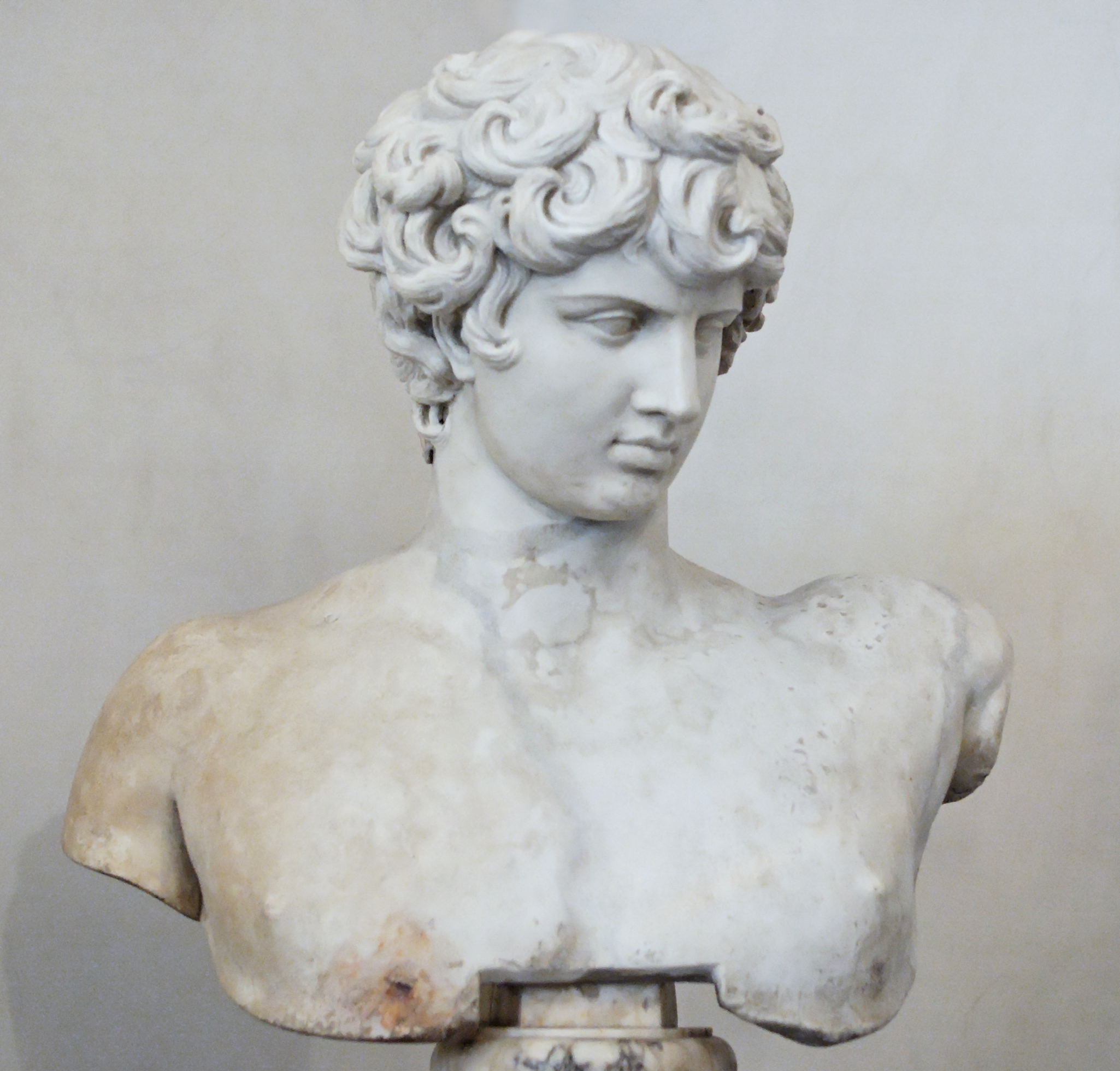
Antínous - Museu Palazzo Altemps de Roma
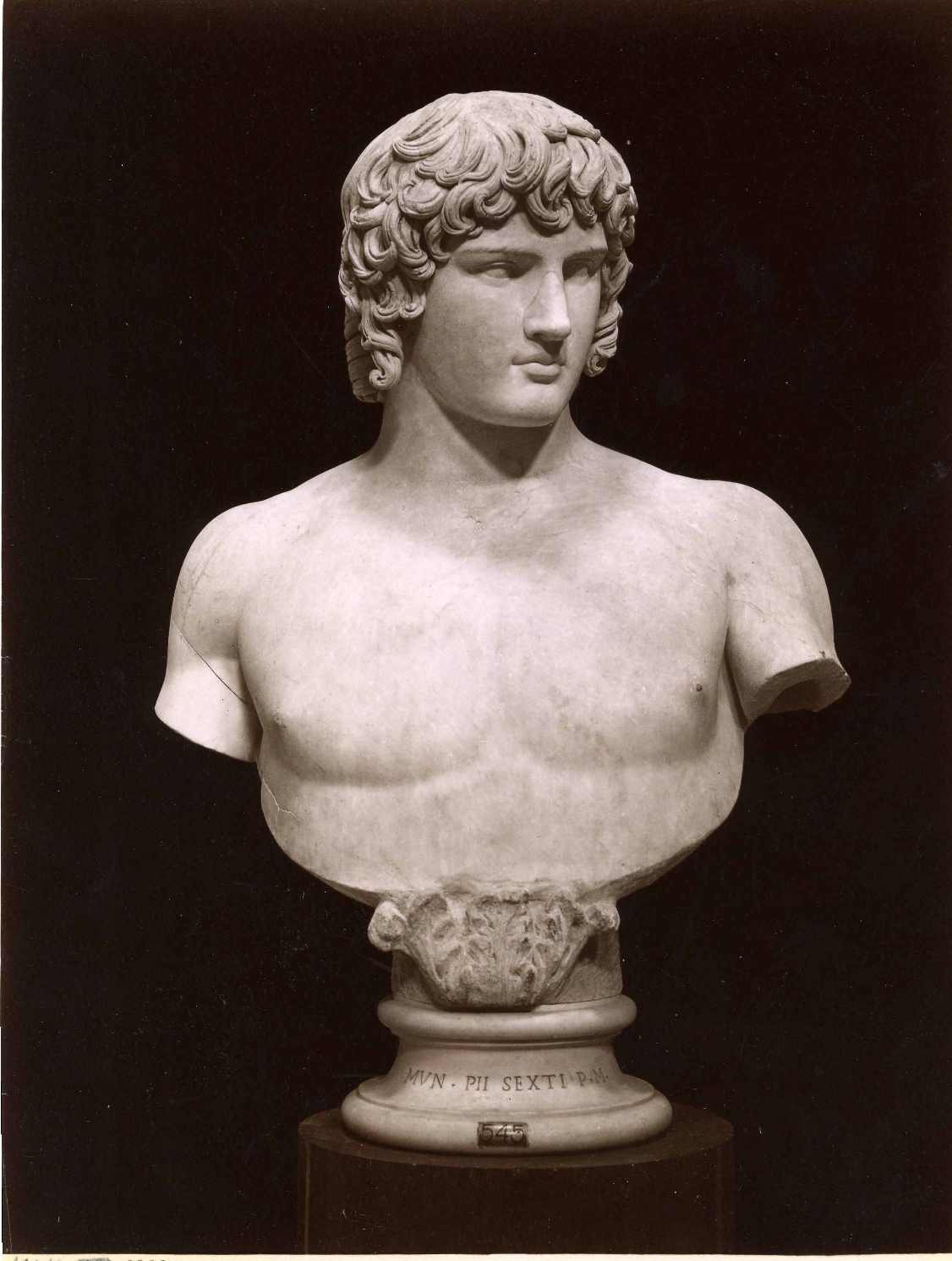
Antínous bust - Villa Adriana
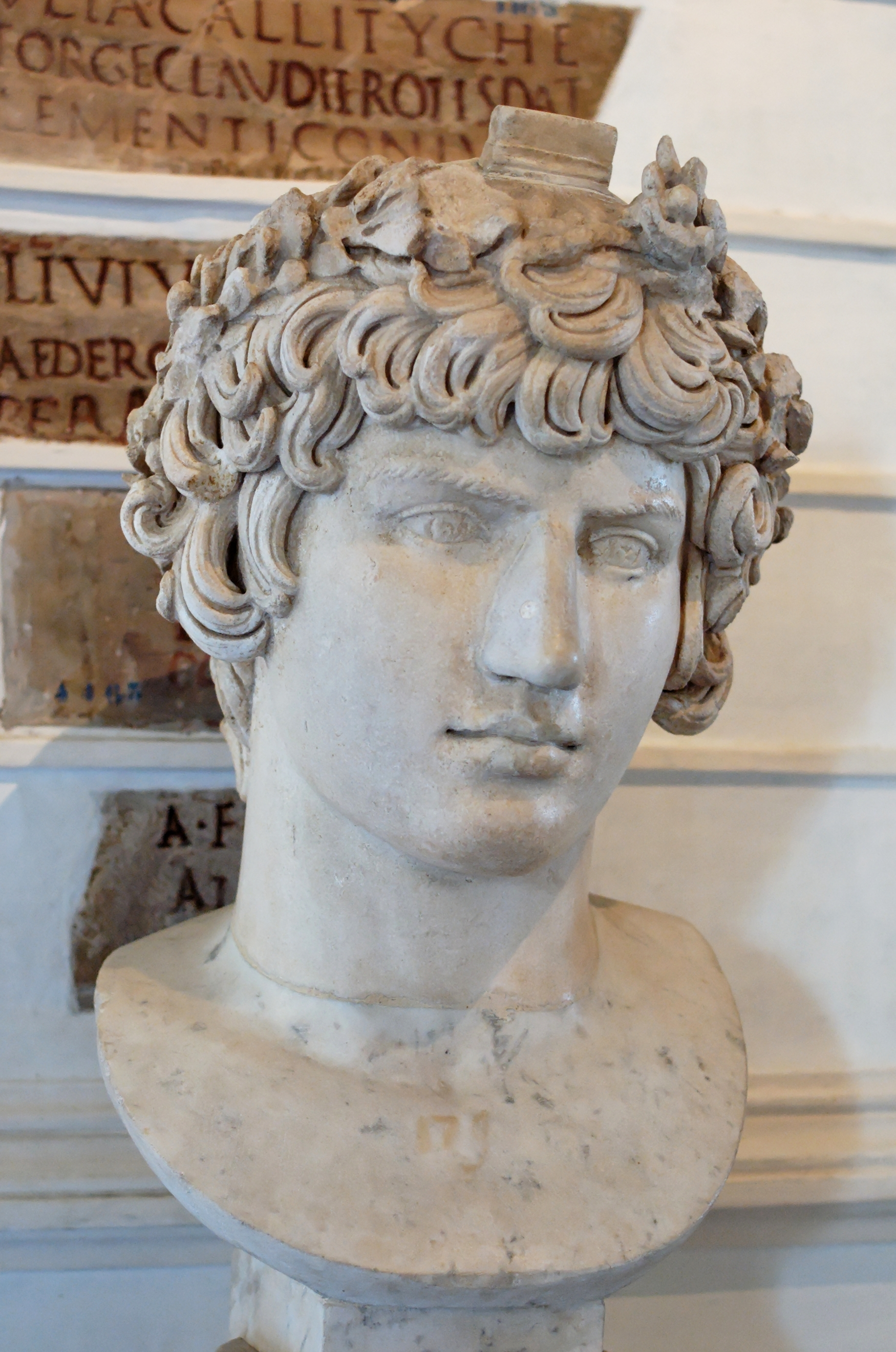
Antínous com Bacus, Museus Capitolins
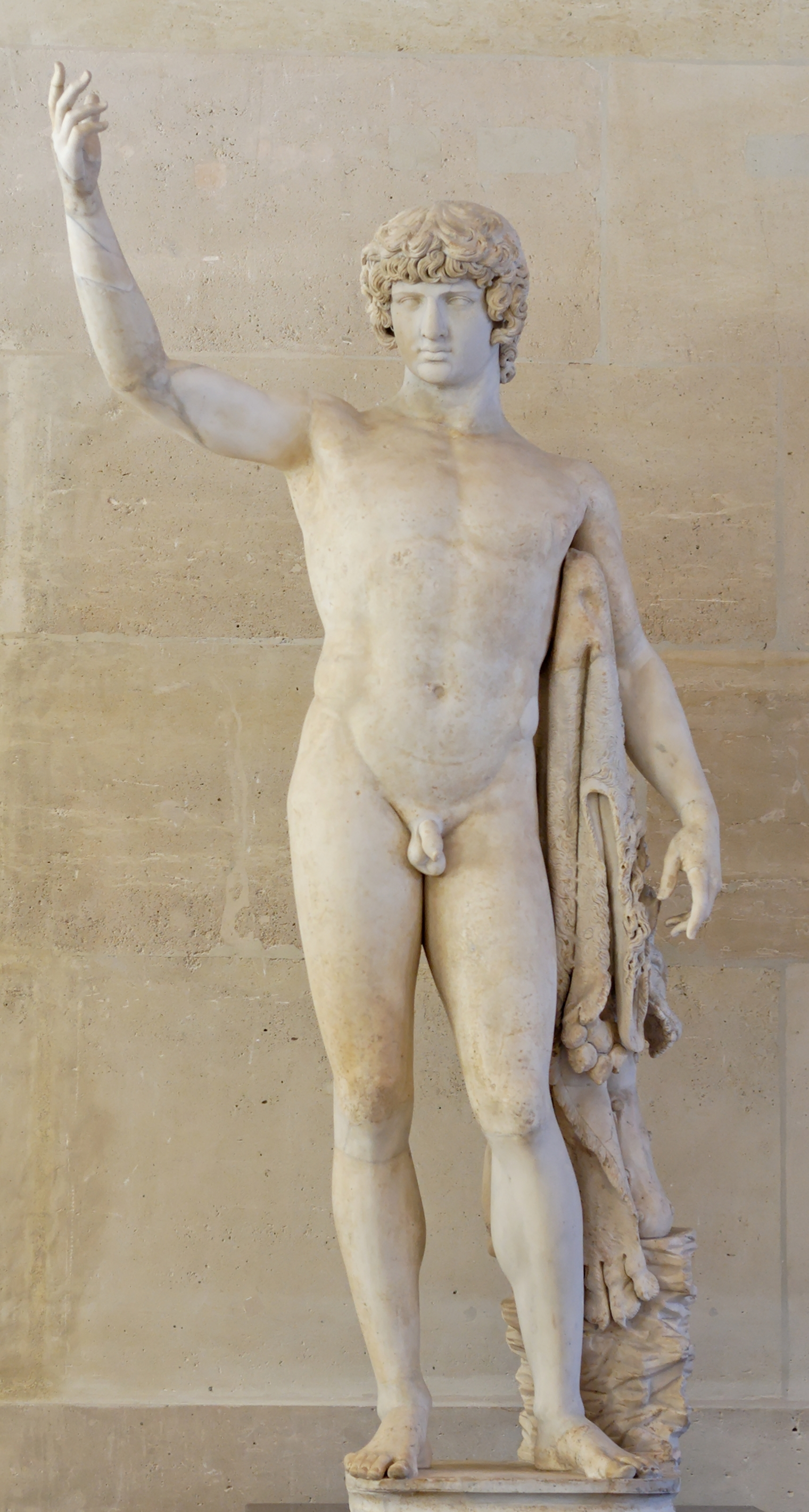
Antínous Braschi - Museu del Louvre
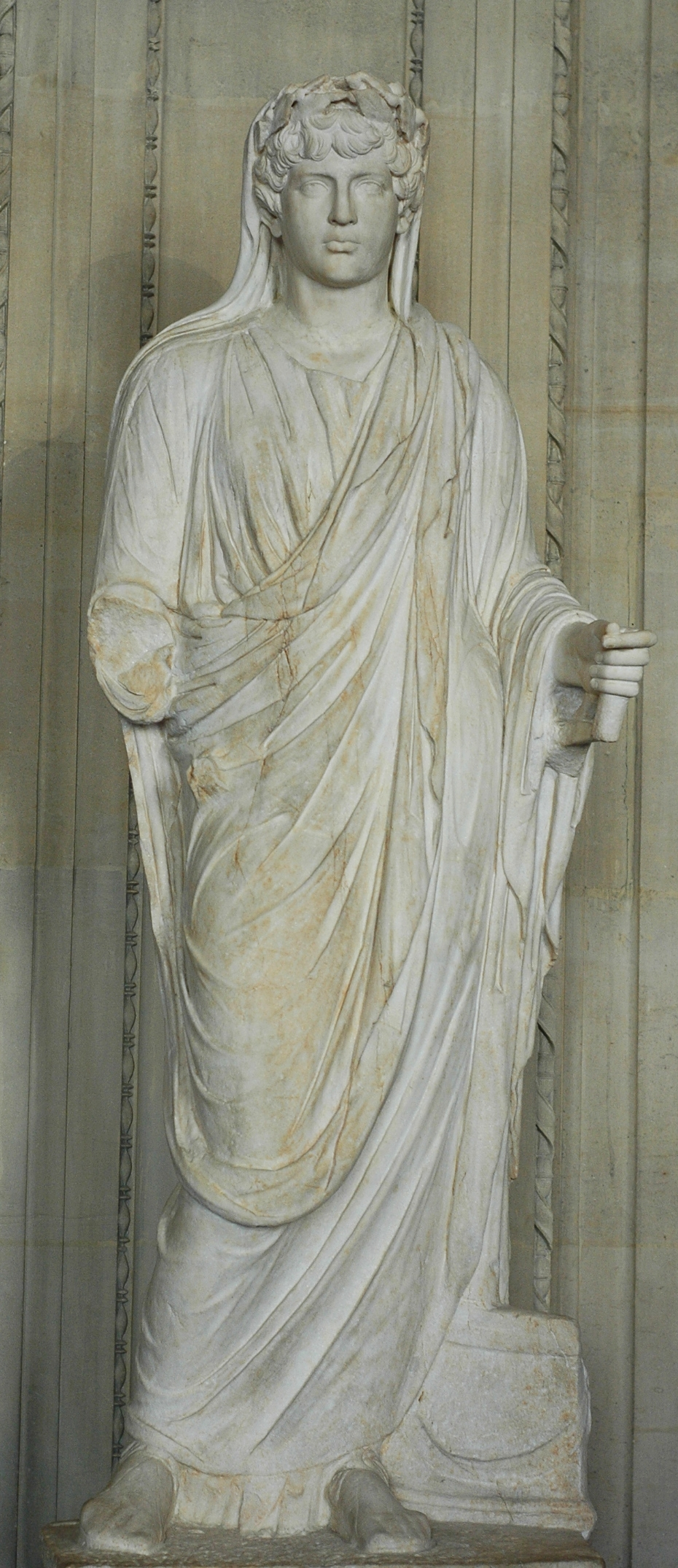
Antínous com a sacerdot del culte imperial - Museu del Louvre
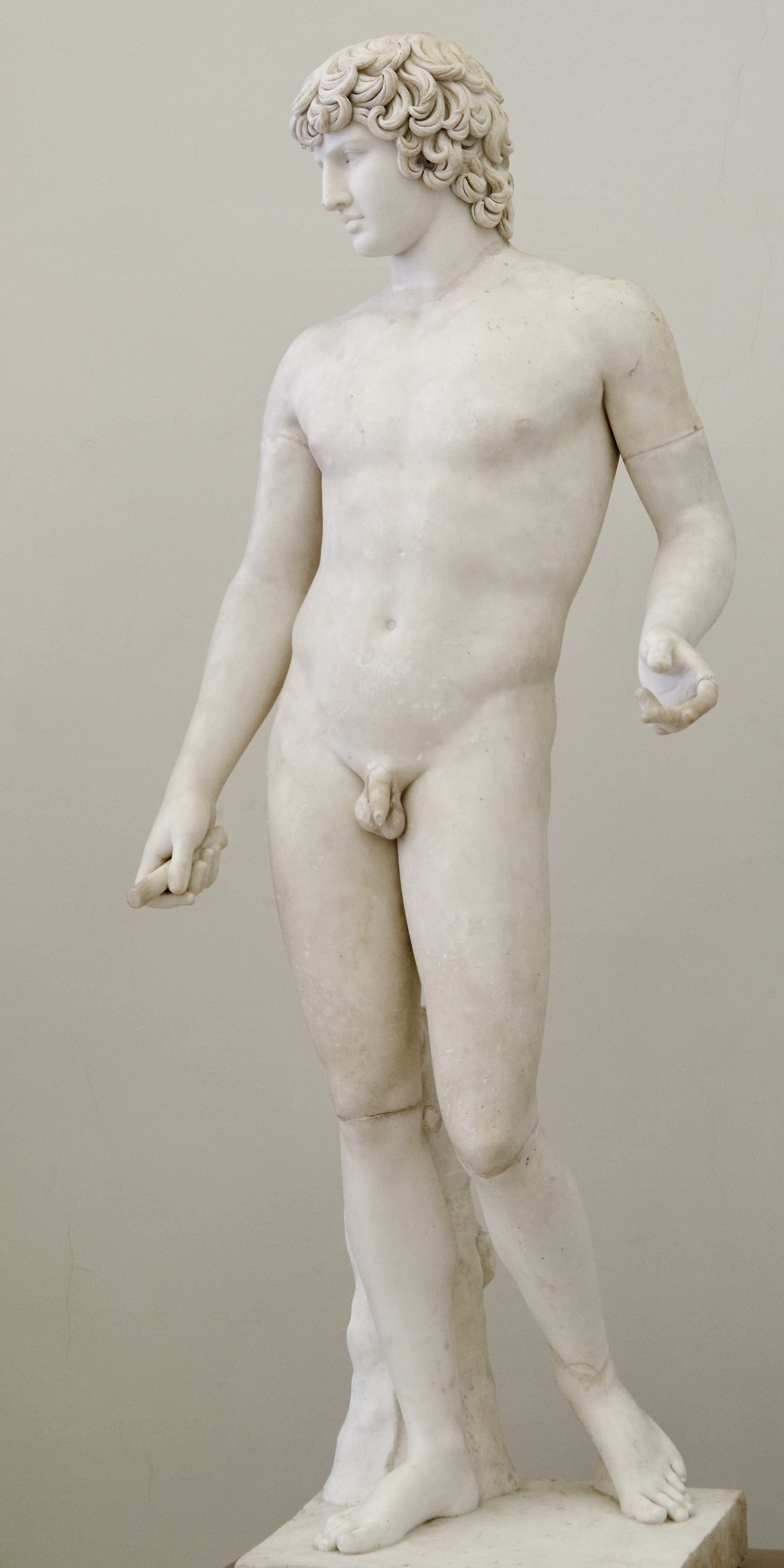
Antínous Farnese, Museu Arqueològic Nacional de Nàpols
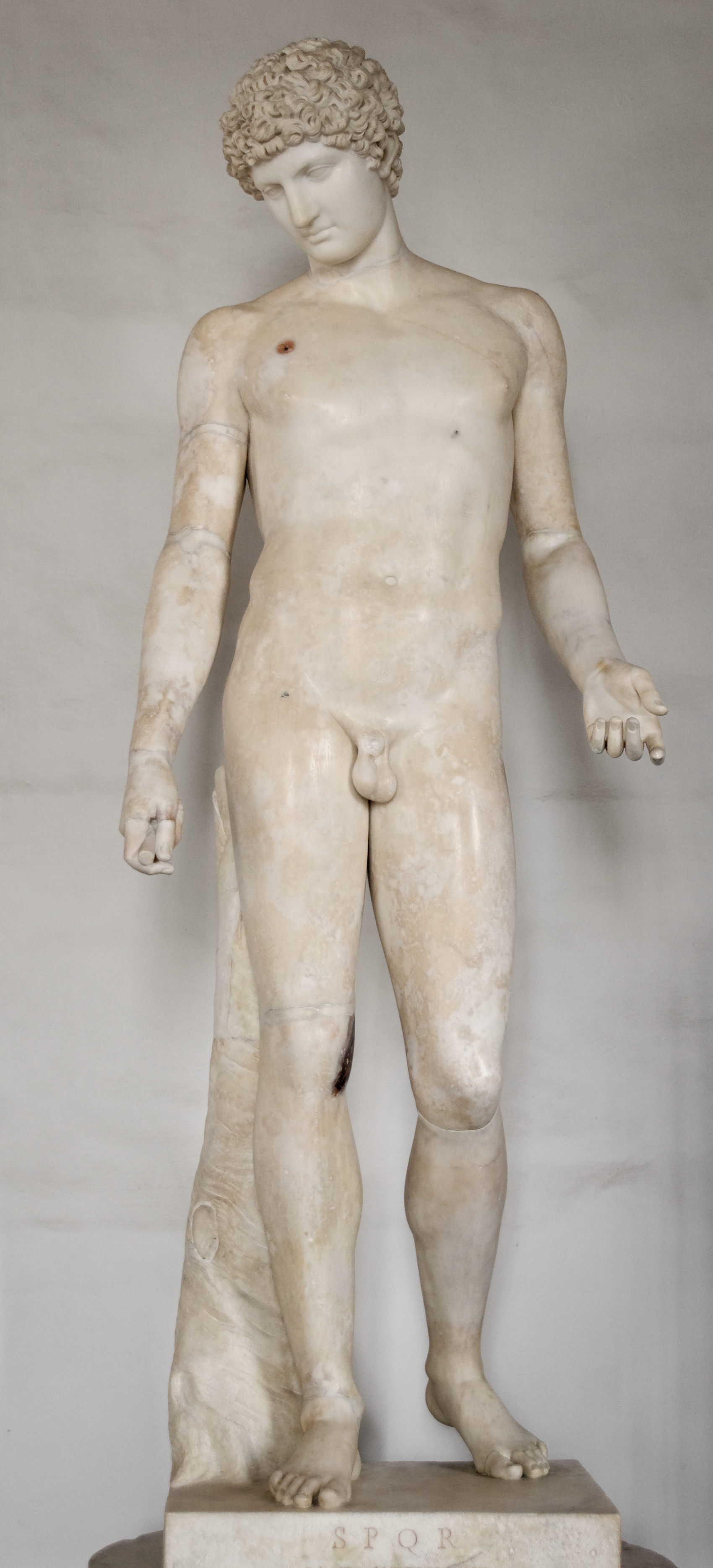
Antínous Capitolins, - Museus Capitolins, de la Villa Adriana
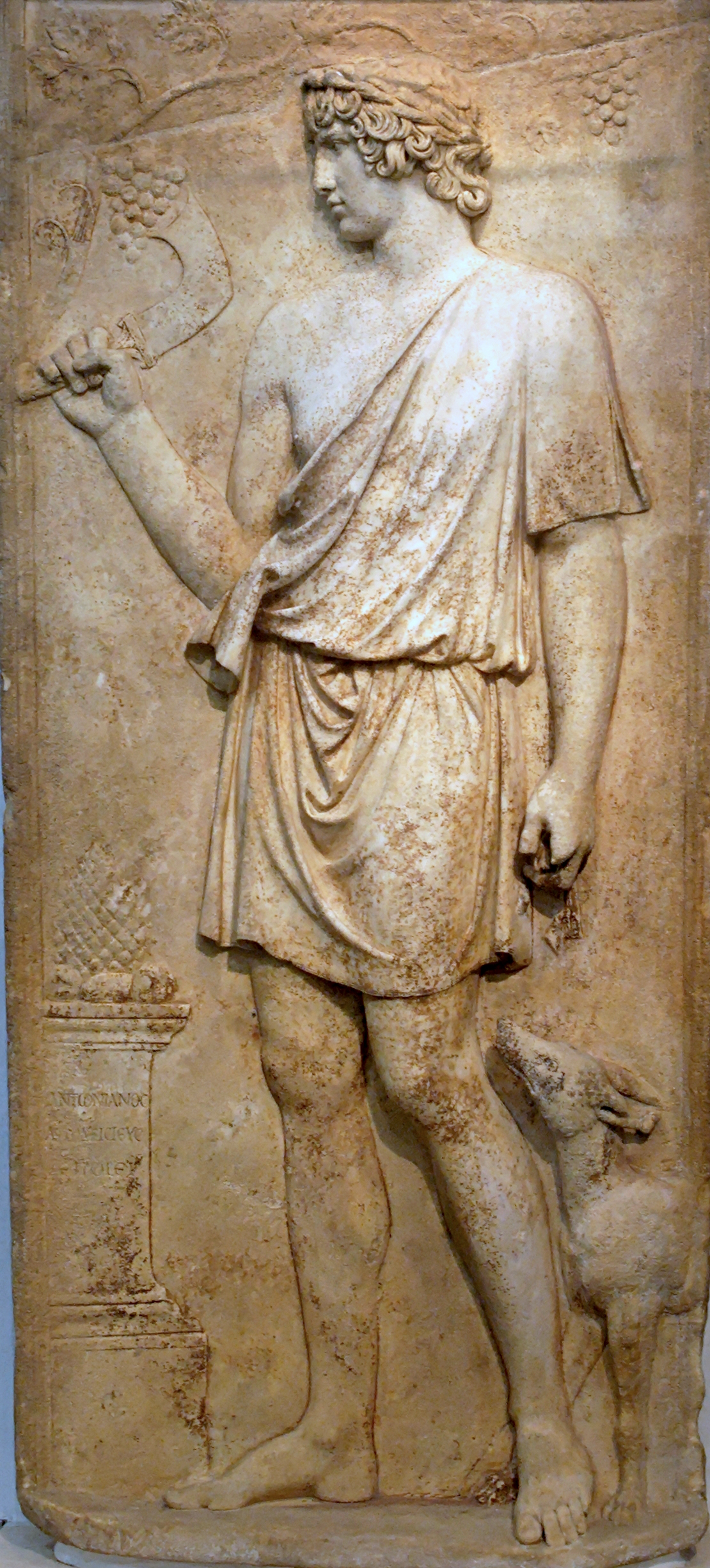
Antínous com Sylvanus- Museu Nacional Romà
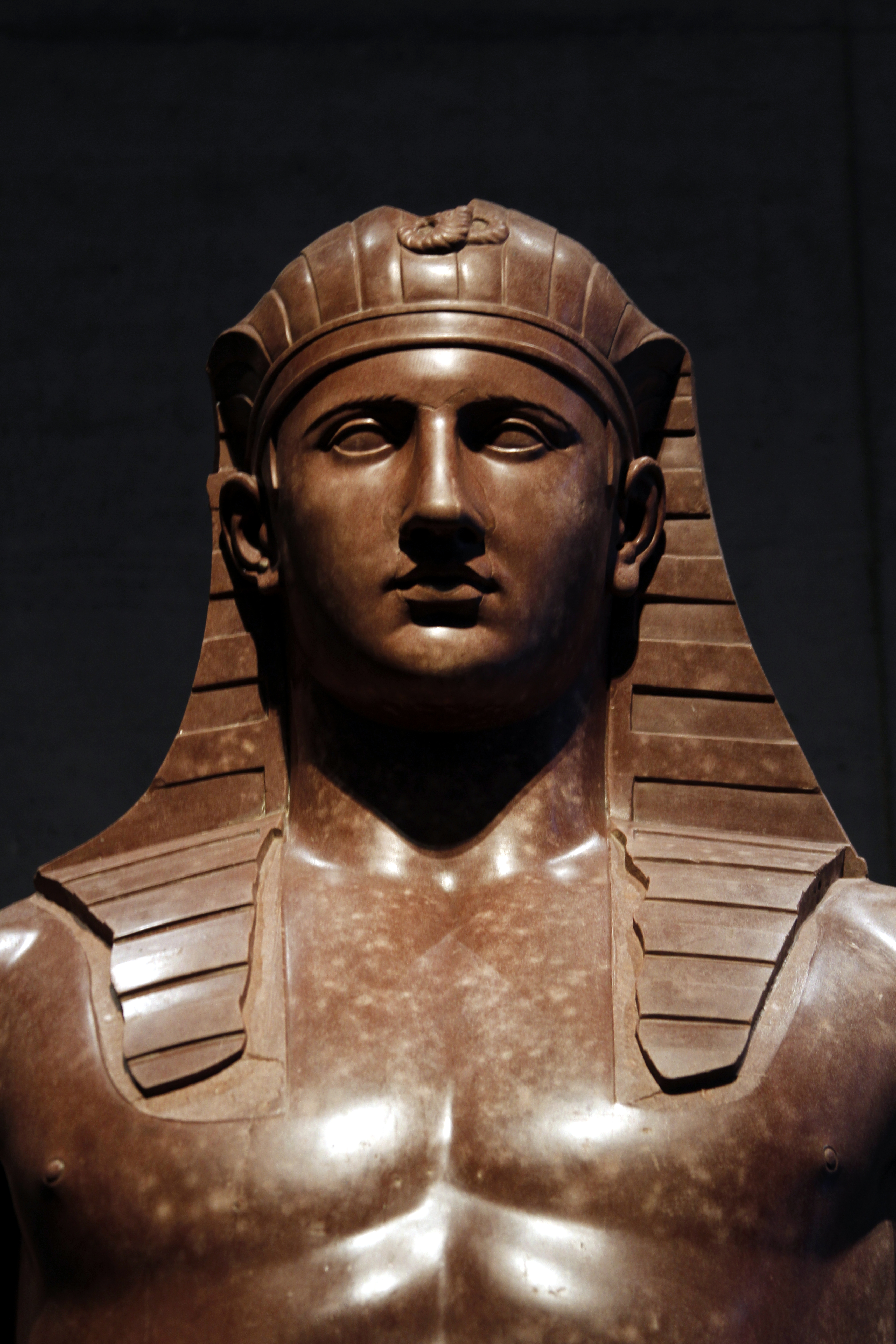
Antínous com Osiris - Museu Staatliches Ägyptischer Kunst
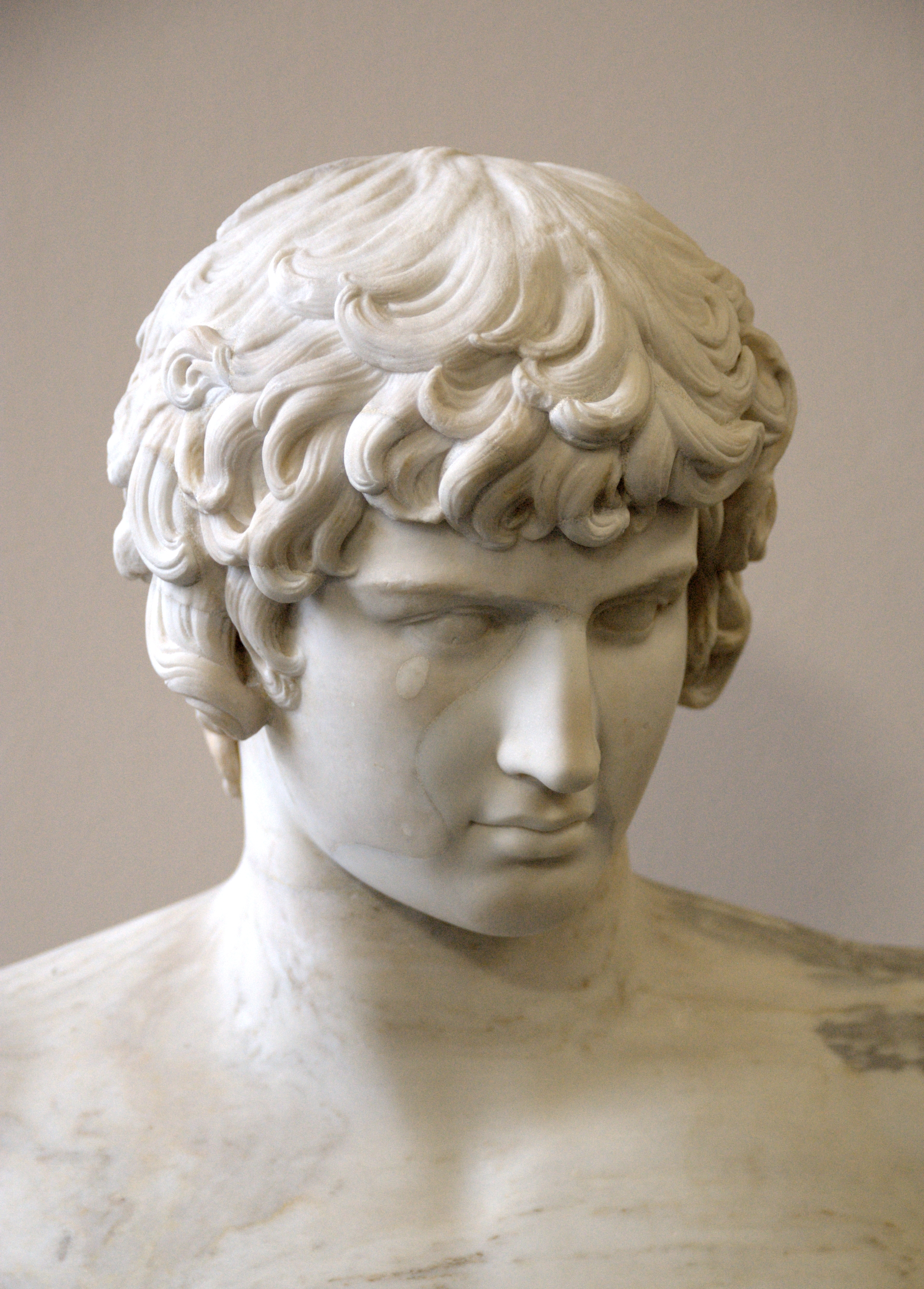
Antínous (bust modern) - Antikensammlung Berlin
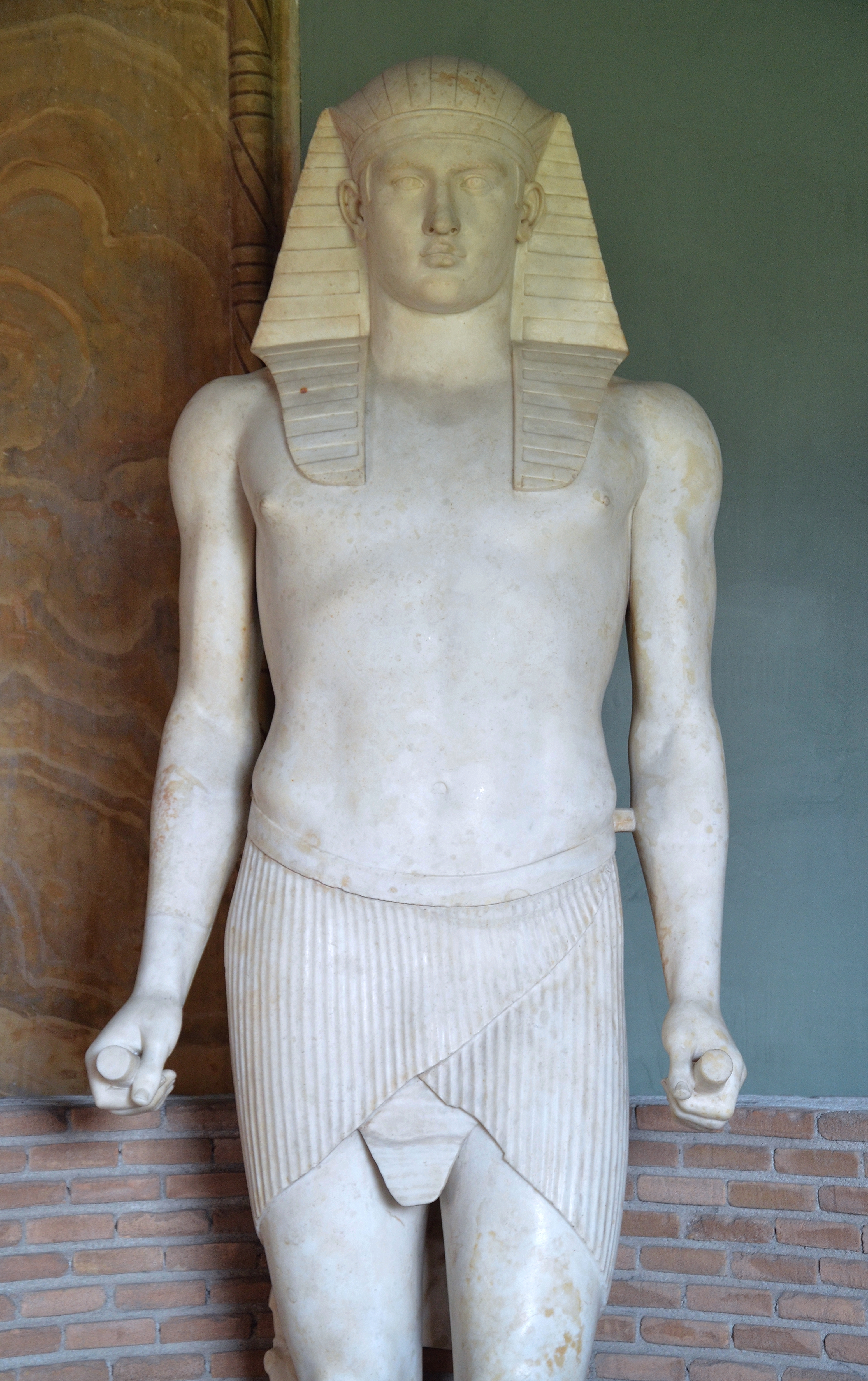
Antínous com Osiris - Museus Vaticans
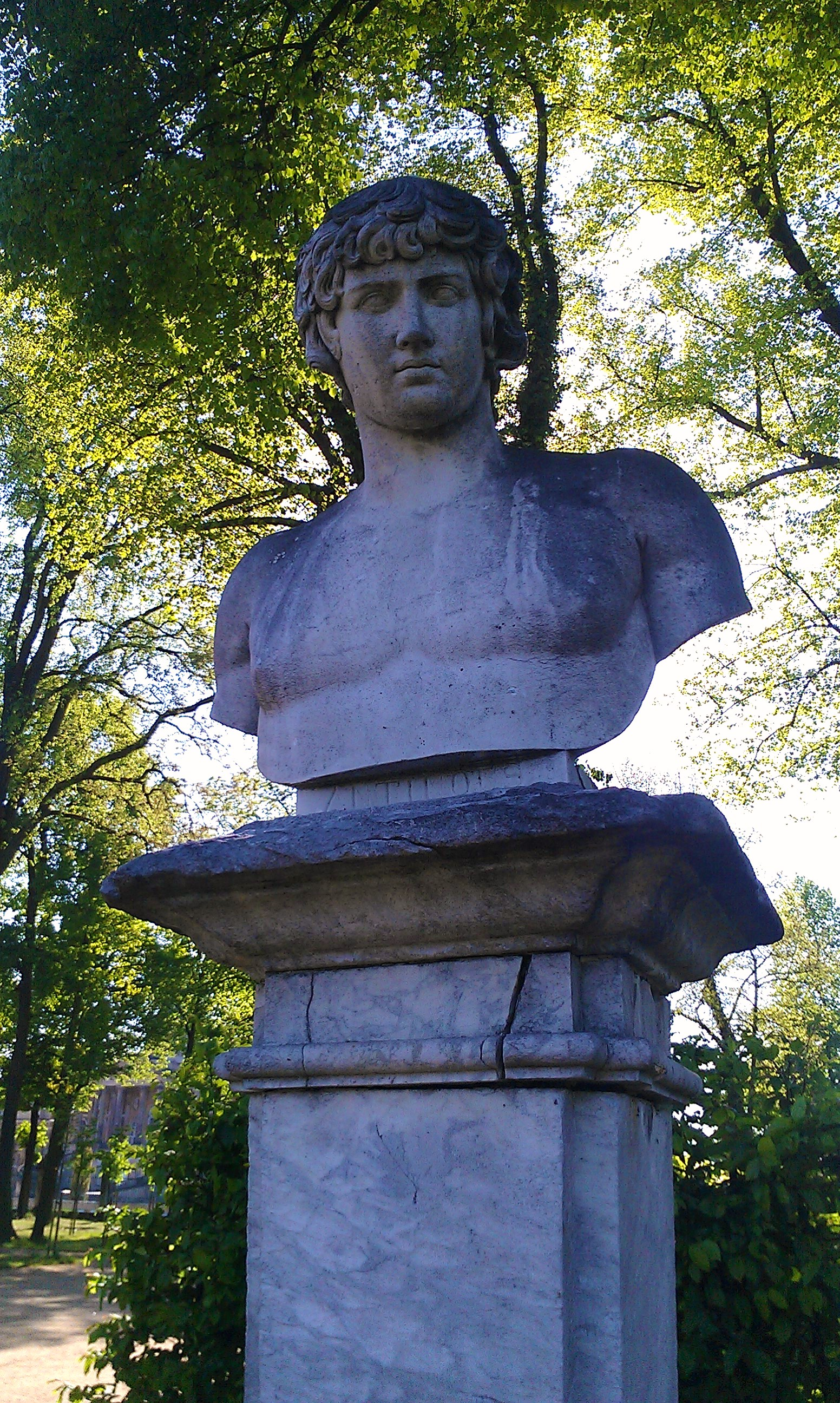
Antínous - Palau Nou, Potsdam.
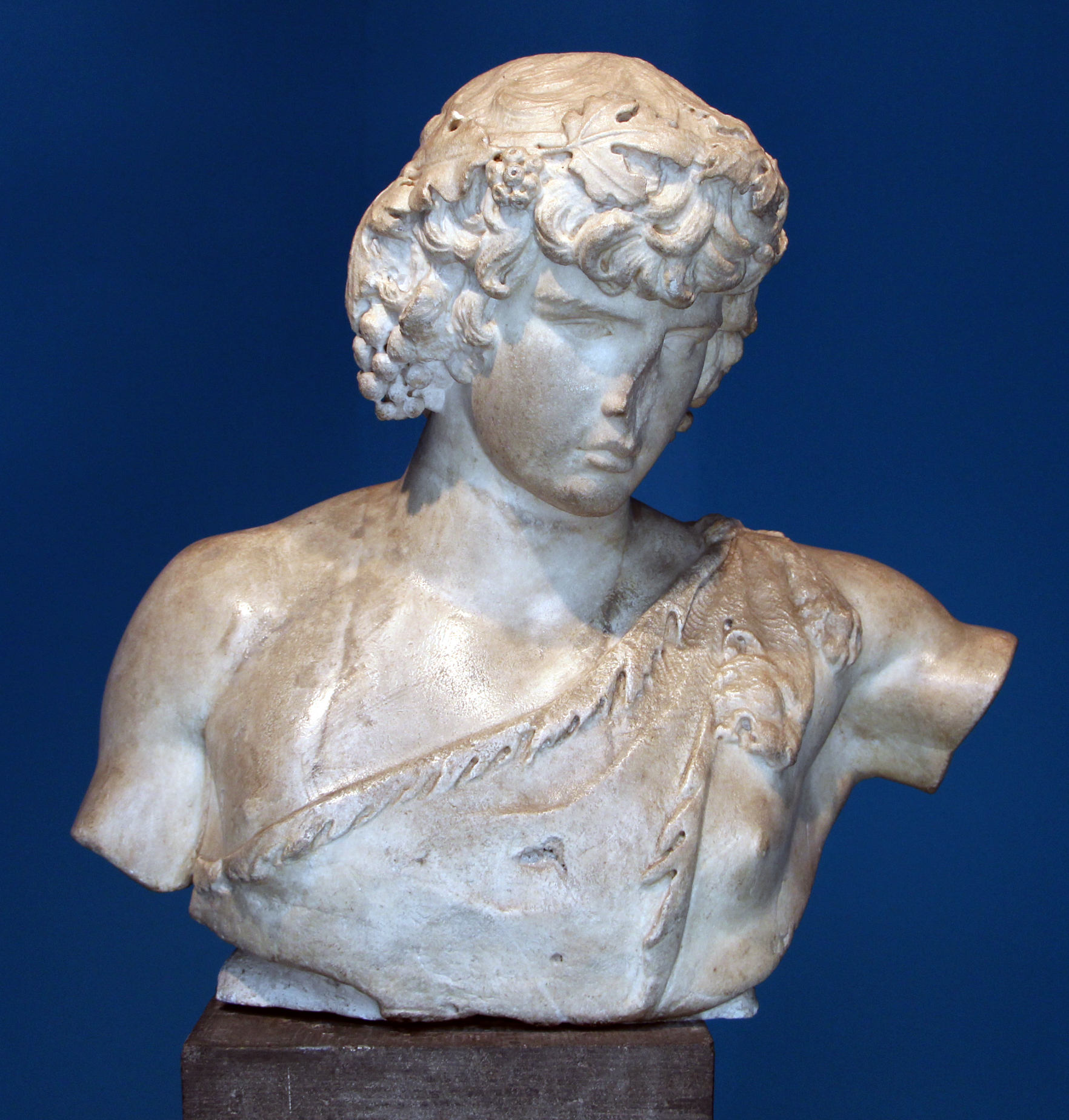
Antínous (130–138 dC) - Museu Nacional de Belles Arts de Rio de Janeiro, Brasil

## Llegat
Antinous va persistir com una figura d'importància cultural durant els segles posteriors. D'acord amb la investigadora Vout, era "sens dubte el noi bonic més notori dels anals de la història clàssica". Les escultures d'Antínous es van començar a reproduir a partir del segle XVI; i el mes probable és que alguns d'aquestes obres modernes fossin venudes posteriorment com a models clàssics i encara es considerin com a tals.
La cultura homosexual des del segle xviii va prendre Antinous com un model. Els exemples més il·lustres són el príncep Eugeni de Savoia i Frederic el Gran de Prússia. Vout va assenyalar que Antinous va arribar a ser identificat com "una icona gai". La novel·lista i erudita independent Sarah Waters va identificar Antinous com "a l'avantguarda de la imaginació homosexual" a l'Europa de finals del segle xix. En això, Antínous va substituir la figura de Ganímedes, que havia estat la principal representació homoeròtica de les arts visuals durant el Renaixement.
Duirant el segle xix, l'autor Karl Heinrich Ulrichs va fer apologia de la figura d'Antinous en un pamflet de 1865 que va escriure sota el pseudònim de "Numa Numantius". L'any 1893, el diari The Artist, va començar a oferir estàtues d'Antínous per 3Lliures i 10s. En aquell moment, la fama d'Antínous es va incrementar gràcies a la narrativa de ficció i dels escriptors i estudiosos, molts dels quals no eren homosexuals.
L'autor Oscar Wilde va fer referència a Antinous tant a " The Young King " (1891) i a " The Sphinx " (1894). A The Young King, es fa una referència al rei besant una estàtua de "l'esclau bitini d'Hadrià" en un passatge que descriu les sensibilitats estètiques del jove rei i la seva "...estranya passió per la bellesa. . .". En el mateix context també s'esmenten imatges d'altres exemples clàssics de bellesa masculina, com Adonis i Endimió. A més, a El retrat de Dorian Gray de Wilde, l'artista Basil Hallward descriu l'aparició de Dorian Gray com un esdeveniment tan important per al seu art com "el rostre d'Antíno va ser a l'escultura grega tardana". També, en una novel·la atribuïda a Oscar Wilde, Teleny o The Revers of the Medal, Des Grieux fa una referència passatgera a Antinous mentre descriu com es va sentir durant una actuació musical: "Ara vaig començar a entendre coses tan estranyes fins ara, l'amor que el poderós monarca sentia pel seu bonic esclau grec, Antinoo, que, com Crist, va morir per amor del seu amo".
A Les Miserables, el personatge d'Enjolras s'assembla a Antinous. "Un jove encantador que era capaç de ser un terror. Era angelicalment guapo, un Antinoo indomable". Victor Hugo també remarca que Enjolras "semblava no ser conscient de l'existència a la terra d'una criatura anomenada dona".
Ja en el segle xx, a "Klage um Antinous", Der neuen Gedichte anderer Teil (1908) de Rainer Maria Rilke, Hadrià renya els déus per la deificació d'Antínós. "Lament for Antinoüs", traducció de Stephen Cohn.
El 1915 Fernando Pessoa va escriure un llarg poema titulat Antinous, però només el va publicar el 1918, prop del final de la Primera Guerra Mundial, en un petit volum de versos anglesos. El 1921 va publicar una nova versió d'aquest poema a English Poems, llibre publicat per la seva pròpia editorial, Olisipo
A Memòries d'Hadrià (1951) de Marguerite Yourcenar, la relació amorosa entre Antinous i Hadrià és un dels temes principals del llibre.
Un jove "sexualment ambivalent" ("Murugan Mailendra") a l'obra Island d'Aldous Huxley (1962) s'assembla a Antinous, i el seu amant el coronel Dipa (un home gran), amb Hadrià, després que el narrador descobreixi que els dos tenen un afer secret.
La història de la mort d'Antínous es va dramatitzar a l'obra de ràdio "The Glass Ball Game". A l'episodi dos de la segona sèrie del drama radiofònic de la BBC Caesar!, estava escrit per Mike Walker, dirigit per Jeremy Mortimer i protagonitzat per Jonathan Coy com " Suetonius ", Jonathan Hyde com " Hadrià " i Andrew Garfield com "Antinous". En aquesta història, Suetoni és un testimoni dels esdeveniments anteriors i posteriors a la mort d'Antínous per suïcidi, però s'assabenta que ell mateix va ser utilitzat com a instrument per enganyar a Antinous perquè es suicidés de bon grat per complir un pacte fet per Hadrià amb sacerdots egipcis per donar-li més temps de vida a Hadrià i perquè Marc Aureli creixés i es convertís en el proper emperador.
Antinous es troba caminant amb els altres déus de la guerra a la novel·la American Gods de Neil Gaiman. A Tipping the Velvet, novel·la de Sarah Waters amb la seva adaptació televisiva, la protagonista lèsbica Nan Astley es vesteix d'Antínous per a una festa de disfresses que fa la seva parella.
Mes recentment, en ple segle xxi, el 13 d'octubre de 2018, la Canadian Opera Company va estrenar a Toronto Hadrian, la segona òpera de Rufus Wainwright, que narra la història del dolor de l'emperador i la seva necessitat per descobrir els detalls que envolten la mort d'Antínous. Obra que ha estat respresentada el 2022 al Teatro Real de Madrid i al Festival de Peralada.
El març de 2020, l'Hadrian Cup, un torneig de rugbi per a equips LGBT amb seu a Newcastle, una ciutat fundada pel mateix Hadrià, va presentar la placa Antinous en honor a l'amant d'Hadrià, que va ser atorgada a l'Aberdeen Taexali Rugby Club.